# 日産・サニー
サニー（SUNNY、阳光）は、日産自動車が製造・販売する自動車（大衆車）。日本国内では1966年から2004年まで販売された。
4代目までは「ダットサン」ブランドを冠した後輪駆動車のみのラインナップだった。5代目以降は「日産」ブランドを冠し、前輪駆動車を主軸として時期によっては四輪駆動車を揃えた。
本項目ではサニーの基幹となるセダンタイプを中心に、以下のモデルについて記述する。
- サニークーペ
- サニーバン（4代目まで、ただし5代目はサニーADバン名義）
- サニーエクセレント（2代目、および3代目のみ）
- サニーハッチバック（5代目のみ）
- サニー303/305/306（6代目のみ）

以下の車種は当該記事を参照のこと。
- サニーRZ-1
- サニーADバン
- サニーカリフォルニア
- ダットサン・サニーキャブ
- サニートラック

## 概要
1960年代初頭、日産ではダットサン・110/210型の堅調な人気を反映し、その後継となる1,000cc - 1,200cc級の小型乗用車・ブルーバード（初代・310型）が大成功を収め、続く2代目モデルの410型はスタイリングが市場の不評を買ったものの、小型車市場での地歩を確実に固めつつあった。しかし、410型ブルーバードが1,200cc以上を主力とするモデルに移行したため、日産には、それより若干小型で700cc - 1,000cc級のベーシックカーが空位となった。
最大のライバルであったトヨタ自動車は、700cc級のパブリカをエントリーモデルとして市場に送り出し、一定の成果を収めつつあり、その他の中堅メーカー各社も、700cc - 1,000cc級の小型車で市場参入を進めていた。日産社内ではこれを危惧し、ダットサンの小型モデルを開発しようとする動きがあったが、当時の日産自動車社長であった川又克二は当初、ブルーバードと“同志討ち”になりかねないエントリーモデルの開発には消極的で、「お金のない方はブルーバードの中古をお買いになればよろしい」と評する始末であった。開発陣は商用車開発などの名目で川又社長を説き伏せ、ようやく小型ベーシックカーの開発にこぎ着けた。サニーが大成功したことで、川又も部下たちに対し「（サニーの開発を）やっておいて良かったな」と反省の弁を残している。
サニーは日産の最小排気量クラスを担う主力車種として、高度経済成長期からバブル経済期までのベストセラーカーとなった。日本の大衆車の中でもトヨタ・カローラと双璧をなす存在で、その最盛期には「CS戦争」ともいわれる、販売台数の熾烈な争いを繰り広げたことで知られる。ボディタイプは2ドアセダンからスタートし、4ドアセダン、2ドアクーペ、ピックアップトラック、2ドアライトバン、3ドアクーペ、4ドアライトバン、ステーションワゴン（カリフォルニア）、3ドアハッチバックなどのバリエーションが存在した。
競合車種のカローラ同様に実用性と経済性、信頼性、安心感に優れた大衆車として市場の地位を長い間保っていたが1990年代中期以降、日産車全体のシェア低迷と小型セダン離れ、そして度重なるユーザー層の高年齢化などから、市場での存在感も次第に希薄となり、2004年を以って日本国内での当ブランドの消滅を迎えた。以後そのポジションはティーダラティオ（後にラティオと改称、2016年12月を以って海外仕様のみとなり、国内モデルとしてはブランド終了）が担う事となった。

## 初代 B10型（1966年 - 1970年）
ピックアップトラック（B20）のみ:1967年 - 1971年
大型プレス材を有効に用い、少ない部品点数で組み上げられた軽量モノコックボディのデザインは、サイズや横置きリーフスプリング使用の前輪サスペンション構造ともども、1962年（昭和37年）に開発された西ドイツ（当時）の大衆車、オペル・カデット（そのバッジエンジニアリング版にあたるイギリスのボクスホール・ヴィーヴァを含む）の影響が非常に強いものであった。セダンのスタイリングについて、日産によれば「ジェット機に似た近代的なプロポーション」と表現されており、「全体に軽快でスピード感にあふれた若々しく、しかも親しみやすいデザイン」を意識したものとなっている。アメリカ資本の欧州メーカー製小型乗用車からの影響は、後輪駆動時代のサニー、カローラ双方において非常に色濃い。
発売されると市場で好成績を収めたものの、続いて発売されたトヨタ・カローラのデラックスさをアピールする販売戦略の前に後塵を拝し、以後長年にわたる両車の販売競争が勃発することになった。
当初は2ドアセダンから先行発売された。ボディタイプは順次追加され、2ドア / 4ドアセダン・2ドアクーペ・2ドアライトバン・トラックの計5種類のラインナップとなる。
また、この初代サニー用に開発された直列4気筒のA型エンジンは実用上好成績をあげ、その後改良を受けつつ30年にわたって作り続けられ、傑作エンジンの評価を得た（当初、1,000ccハイカムシャフト、ターンフロー、OHVのA10型）。軽量、簡潔でバランスの良い経済型エンジンであるだけでなく、低回転域の柔軟性と高回転まで軽快に回る良好な特性を備え、レーシングエンジンとしてのチューニングのポテンシャルも高かった。クランクシャフトは当初3ベアリング仕様だったが、後に5ベアリングとなって強化されている。ステアリング形式はリサーキュレイティング・ボール式を採用し、最小回転半径は4.0 mと小回りにすぐれた設計となっている。
当初のグレードは「スタンダード」と「デラックス」の2グレードで構成され、トランスミッションはコラムシフトのフルシンクロ3速MTの1種類のみの設定だった。デラックスにはラジオ、ヒーター、リクライニングシートを標準装備とした。後にワーナーシンクロ4速フロアMTを装備した「スポーツ」と日産が独自開発したトルコン式の3速AT車が追加された。
1968年にはファストバックスタイルの2ドアクーペ（KB10型）が追加された。ラジエーターグリルは横線を基調とした立体的なものとし、テールランプはダイヤカットの豪華なものを採用した。前席は140 mmスライド可能なバケットシートとし、トランスミッションは4速MTと3速ATが選択可能だった。荷室はレジャーユースに対応したトランクスルー式となった。オプション部品としてタコメーター、ヘッドレスト（2人分）、シートベルト（2人分）、イニシャル入りカーバッジなどを含む「スポーティオプション」、カレンダー付き音叉時計、オートアンテナ、ナンバープレートトリムなどを含む「スーパーデラックスオプション」、ハイウェイエマージェンシーキット、バックアップブザー、バンパーガードなどを含む「セーフティオプション」と3種類のセットが用意された。
寸法
単位はミリメートル。サニーバンの値は2名乗車時の値である。
|                | セダン        | クーペ | バン  |
| -------------- | ------------- | ------ | ----- |
| 全長           | 3,800 - 3,820 | 3,770  | 3,800 |
| 全幅           | 1,445         | ←      | ←     |
| 全高           | 1,345         | 1,310  | 1,385 |
| 荷室長         | 1,630         | 1,550  | 1,285 |
| 荷室幅         | 1,255         | 1,250  | 1,160 |
| 荷室高         | 1,100         | 1,065  | 830   |
| ホイールベース | 2,280         | ←      | ←     |

年表
- 1965年12月24日 - 日産自動車としては初の新型車名公募キャンペーンを実施[3]、ティザー/プレキャンペーンをマスメディアで展開。翌1966年2月、約850万通の応募から「サニー」が決定された[4]。
- 1966年2月19日 - 東京・千駄ヶ谷の都立体育館（当時）でサニーの車名発表会が開催される。同発表会には日産創業者の鮎川義介も立ち会っている。
- 1966年3月17日 - 新しい販売網として、サニー販売店を計画[5]。第1次は40店が決定した。
- 1966年4月1日 - サニー販売店について、第2次は9店の追加が決定したほか、プリンス自動車販売、愛知機械販売傘下の店舗も加えた[6]。
- 1966年4月23日 - B10型サニー2ドアセダンを販売開始[1][7]。発売当初の車名は「ダットサン サニー」（車検証上の車名も「ダットサン」）である。価格は41万円から46万円。同時にダットサン サニーバンも発売。こちらはセダンタイプと比べ2万円から3万円安価な価格設定であった[8]。
- 1966年6月6日 - 増産体制を整えるべく、追浜工場に組み立て専用ラインを増設[9]。これにより月産1万台を目指す。
- 1966年6月27日 - 自動車雑誌「月刊ドライバー」が行った読者投票企画、66年国産大衆車王座決定戦で1位（16,808票）を獲得[10]。スバル・1000（6,734票）やトヨタ・パブリカ（6,527票）などを抑えて圧倒的な人気を得ていることが明らかになった。
- 1966年10月21日 - 一部改良[11]。ブレーキペダルおよびクラッチペダルを大型化。スピードメーターの目盛を140 km/hまでに変更、ステアリングホイールの握りを太くした。バックミラーのサイズを大型化し、ライティングスイッチの位置を右側に移した。ボディカラーは、従来の4色から7色に増加した。同じ日に、サニートラックを来春に発売することも予告された。
- 1967年4月12日 - 4ドアセダン発売[12]。同時に4速MT・フロアシフトの「スポーツ」シリーズ、およびクラス初となる3速AT車を追加。
- 1967年7月4日 - 最初のマイナーチェンジ[13]。全車、ラジエーターグリルを一新した。デラックス車はサイドモールディングの採用、フェンダーミラーの大型化など外観を変更。
- 1967年8月7日 - サニーバンのラジエーターグリルをセダンと同じものにした[14]。
- 1968年3月2日 - 2ドアクーペを追加[2]。
- 1968年10月21日 - マイナーチェンジ[15]。外観および内装を一新。テールランプに橙色を追加してブレーキ・ウインカーを独立。安全性を強化し、オプション部品を追加した。サニーバンについては4速MT+リクライニングシートを標準装備した「デラックスB」を新設定。
- 1969年8月20日 - 一部改良[16]。保安基準の改正に基づき、駐車灯を標準装備、サイドフラッシャーランプを大型化。これに伴い上級グレードの「GL」をクーペとセダンに設定。

モータースポーツ
- 1967年5月 - オーストラリアのBPラリーでB.ウィルキンソン/I.イングリス組がAクラス（1,100ccまで）優勝、総合13位に入賞[17]。
- 1967年10月1日 - オーストラリアのバサースト500マイルレースに出場、ワンツーフィニッシュを飾る[18][注釈 3]。ロクスバーグル/ホワイトフォード組（ともにオーストラリア）がAクラス（ベースモデルの現地での販売価格が1,800オーストラリアドル以下）優勝、高橋国光/大石秀夫組が2位となる。
- 1967年10月 - オーストラリアのインターナショナル・サザンクロス・ラリー（英語版）でB.ウィルキンソン/I.イングリス組がAクラス（1,100ccまで）優勝、総合17位獲得[19]。
- 1968年 - マレーシアGPに参戦し、GPレースで1,100 cc以下クラス優勝[注釈 4]、総合6位を獲得。サルーンカー・レースでクラス優勝・総合4位[注釈 4]、クラス2位・総合6位[注釈 5][20]を獲得。
- 1968年（昭和43年）8月 - 全日本選手権、雨の鈴鹿サーキットで宿敵カローラを下す。ドライバーは北野元。

初代の生産台数は44万7031台

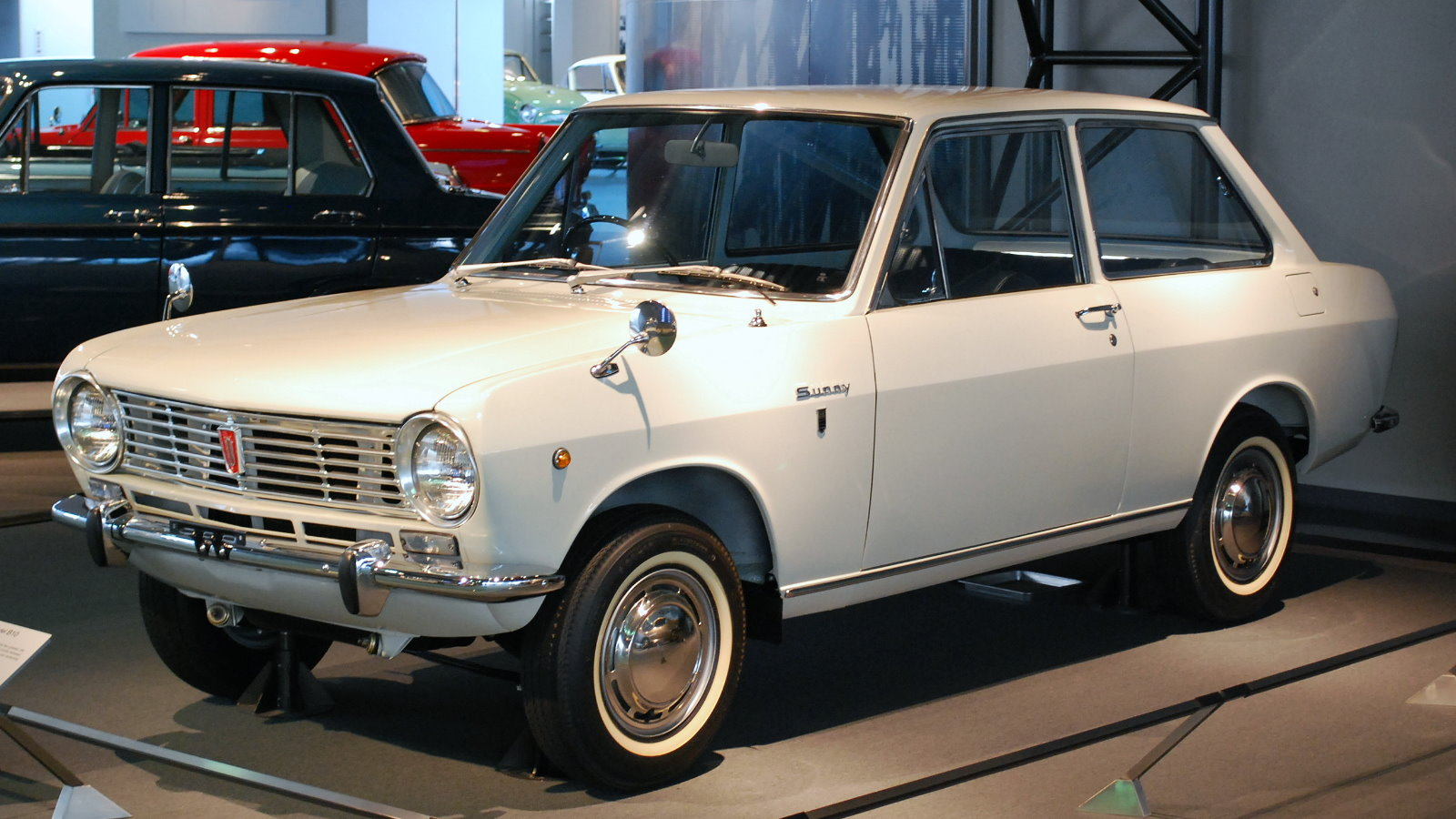
2ドアセダン デラックス
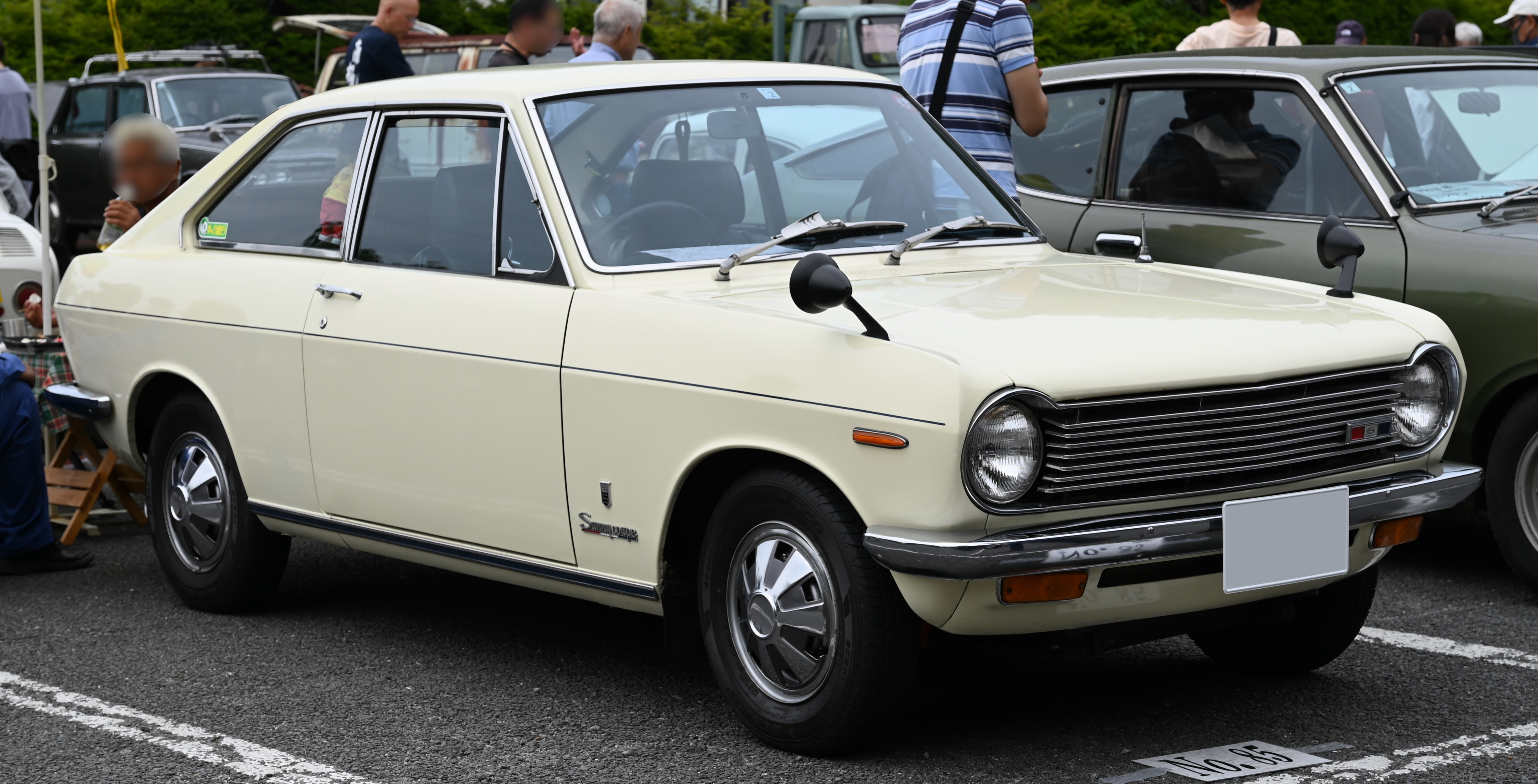
2ドアクーペ
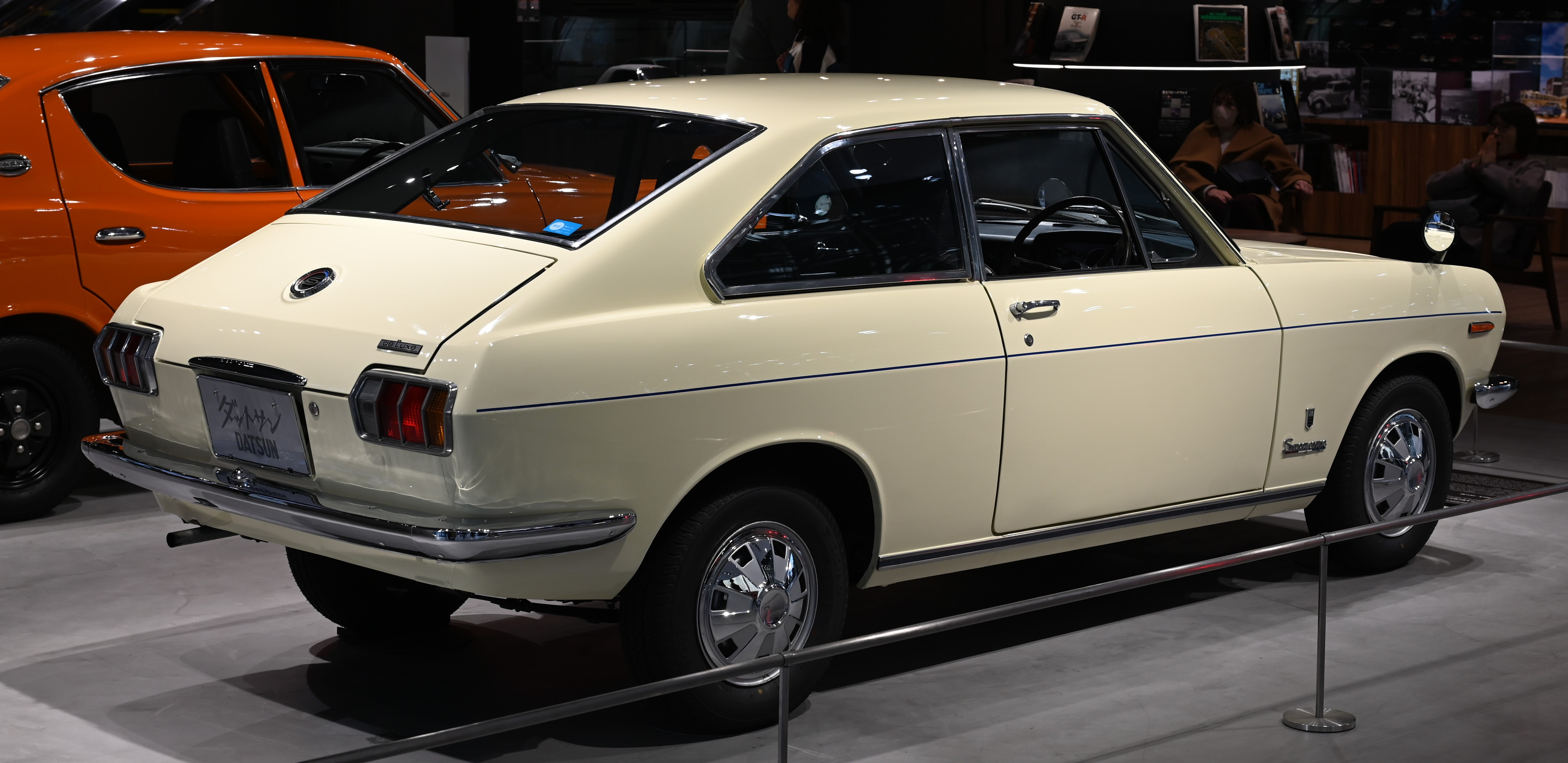
2ドアクーペ リア
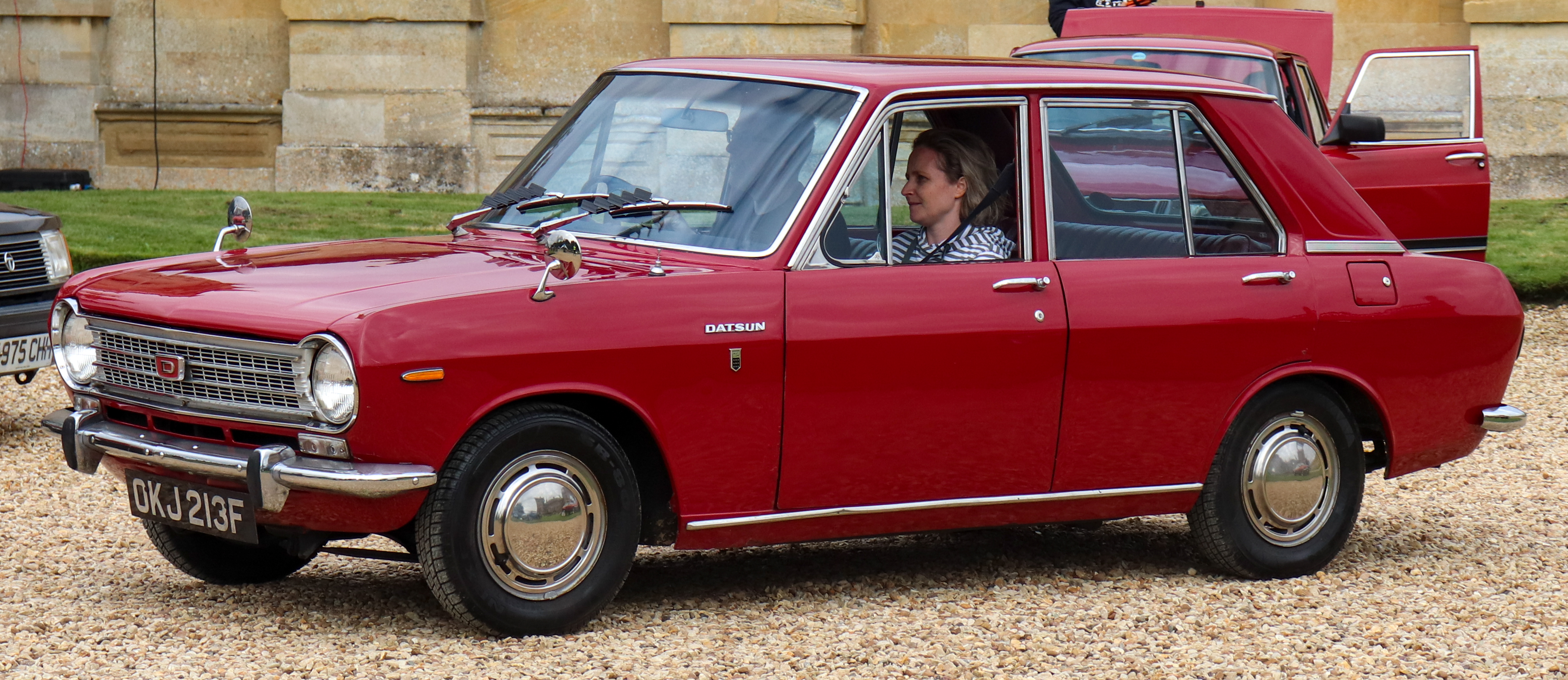
4ドアセダン デラックス
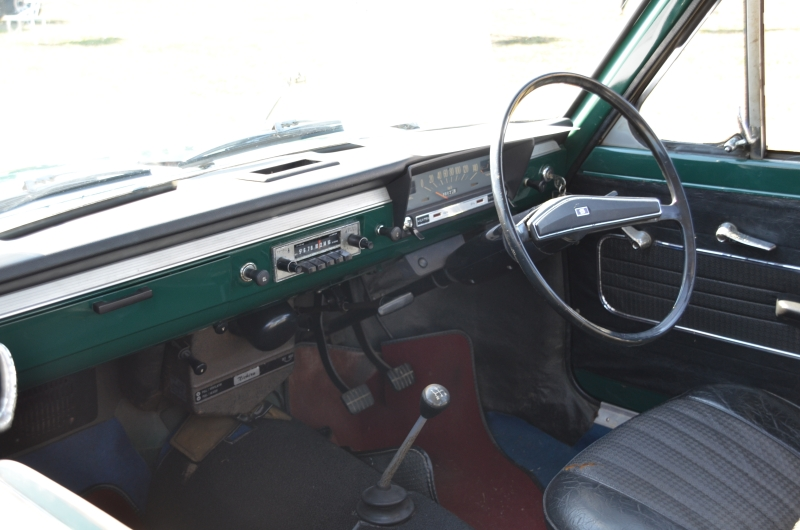
スポーツシリーズ 車内

## 2代目 B110型（1970年 - 1973年）
ピックアップトラック（B120）のみ:1971年 - 1994年
ボディタイプは2ドア/4ドアセダン、2ドアクーペ、ライトバンの4種類。フロントサスペンションに本格的なマクファーソン・ストラット式独立懸架を採用するとともに、車体はスクエアな形態を保ちつつ若干大型化され、初代モデルの簡素で華奢な印象を払拭した。リアサスペンションは引き続きリーフスプリングとなっているが、二重防振機構の採用によって乗り心地を向上した。1,000 ccエンジンを搭載していた初代サニーに対し、発売7か月前にという時期に急遽設計変更が行われた1,100 ccエンジン を搭載して「プラス100ccの余裕」と広告でうたった初代カローラに対し、新型サニー発売時の広告に用いられた「隣のクルマが小さく見えま～す！」という挑戦的なキャッチコピーは、良くも悪くもこの時代のメーカーと大衆双方が持っていた上昇志向を象徴するものとして、後年まで広く伝えられている。
エンジンは直列4気筒ターンフローOHVのA12型1,200ccエンジンで、高回転化に適した5ベアリング式へ変更され、当初から5ベアリング4気筒ターンフローOHVを採用していたカローラのK型/3K型エンジンに対抗し、それを凌駕することを目指して改良された。
更には、より排気量の大きいエンジン（直列4気筒クロスフローOHVのT型エンジン等）を搭載したモデルを追加したE20型カローラに対抗するため、当初はこのシリーズの目玉としてロータリーエンジンを搭載する予定だった。これはカローラが性能面でアピールしていたことに対抗したものである。しかし開発が難航したためプランに間に合わず、ブルーバード1400用の直列4気筒ターンフローSOHCのL14型1,400ccエンジンを搭載した。L14型エンジンはサニーとしては初となる、SOHCエンジンである。こうして販売は、レシプロのみでのスタートとなった。
セダンのラジエーターグリルは横線基調で、右側フロントピラー部にラジオアンテナを装着。クーペは彫りの深いラジエーターグリルと立体的なカウルトップグリルを装着し、ボディサイドにエアダクトを設けたほか、サイドストライプをプリントした。換気装置にはヒーターファンを利用したオート・ベンチレーション・システムをクラス初採用した。
当初のグレードは下から、2ドア/4ドアセダンはスタンダード（4ドアは無印）、デラックス、GL、クーペはスタンダード（無印）、GL、バンはスタンダード、デラックス、スーパーデラックスA/Bが用意された。セダンのスタンダードとデラックスには、スポーツ仕様が設定されていた。フロントシートは全車スライド可能なバケット型セパレートシートとし、デラックス以上にはリクライニング機構を内蔵する。リアシート側のクリアランスも35mm拡大した。デラックス系は全車コンソールボックスを標準装備する。バン・デラックス車の荷台にはリアシートの後ろ側に荷台と繋がったマットを設定している。
GLには以下の専用装備が含まれる。
- 木目のメーター盤
- 高級トリコット布地のバケットシート
- 時計が装着可能なコンソールボックス
- 前輪ディスクブレーキ
- タンデム・マスターシリンダー
- コラプシブル・ステアリング
- 2系統式ヘッドランプ
- 熱線リアウィンドウ（クーペのオプション）

このうち、タンデム・マスターシリンダーはセダン・デラックス車、クーペ全車にも採用された。
遅れて登場したGXは、GLの専用装備を一部共用しつつ、タコメーター、黒色砲弾型フェンダーミラー、革巻きのステアリングホイールとシフトノブなどを装備した。また、A12型エンジンをSU型ツインキャブレター仕様とし、出力とトルクを向上させているが、燃費は他と変わらず21km/Lを維持している。セダン、クーペの4速MTのみでディスクブレーキを採用した、スポーティなグレードである。GX5はこれにフェアレディZやスカイライン2000GT-Rと共通のサーボシンクロ5速MTを搭載したものである。この56A型トランスミッションは通常1速にあたる左上のポジションが後退、1速が左手前に来るシフトパターンで、5速もオーバードライブでは無く、1.0：1.0となるクロースレシオであり、「ローバック」、「直結5速」、「GXミッション」などと通称される。
1971年には最高級車として4ドアセダン、クーペに「エクセレント・シリーズ（PB110型）」を追加。L14型エンジンを搭載し、オリジナル車に対してホイールベースが40 mm、フロントオーバーハングが170 mmそれぞれ延長された。グレードは下からデラックス、GL、GXとなっており、ボディサイドにはグレードに応じてアクセント・ストライプをプリントした。装備はオリジナル車に準じていたが、オリジナル車より充実した安全装備や豪華装備が多く取り入れられた。
マイナーチェンジで1200cc車のラジエーターグリル（セダン、バン）、テールランプ（セダンのみ）、ボンネット（セダン、クーペ）が変更された。また、インストルメントパネルのデザインを一新し、全車とも丸型の無反射メーターを採用、ドア内張りのデザインなども変更された。オイルネーターの容量を一律35A（エクセレントの寒冷地仕様は50A）にアップするなど、使い勝手もよくなった。
この代にもピックアップトラック型のサニートラック（B120型）が設定されたが、このモデルは乗用車系のB110型生産終了後もマイナーチェンジを繰り返し、日本国内向けは1994年3月までの23年間、海外向けにいたっては2008年9月まで37年間の長きにわたり生産が続けられ、NP200の発売後に至っても在庫分が併売されていた。後継モデルのB210型がピックアップトラック化を考慮していないスタイルであったことが理由であるが、B120型の設計が優れていたことも一因である。
北米市場では当時の市販車中、最良の省燃費車であることが燃費テストによって判明し、市場から評価され、日産車の販売実績向上に貢献した。
販売終了前月までの新車登録台数の累計は56万8508台。
エンジン
エンジンはすべて水冷直列4気筒である。
| エンジン   | 排気量   | 仕様                                               | 最高出力                                                    | 最大トルク                                                           |
| ---------- | -------- | -------------------------------------------------- | ----------------------------------------------------------- | -------------------------------------------------------------------- |
| A12型 OHV  | 1,171 cc | 2バレルシングルキャブレター                        | 68 PS (50 kW) / 6,000 rpm                                   | 9.7 kg⋅m (95 N⋅m) / 4,400 rpm                                        |
| A12型 OHV  | 1,171 cc | ツインキャブレター+ デュアルエギゾースト・システム | 83 PS (61 kW) / 6,400 rpm (H) 80 PS (59 kW) / 6,400 rpm (R) | 10.0 kg⋅m (98 N⋅m) / 4,400 rpm (H) 9.8 kg⋅m (96 N⋅m) / 4,400 rpm (R) |
| L14型 SOHC | 1,428 cc | 2バレルシングルキャブレター                        | 85 PS (63 kW) / 6,000 rpm                                   | 11.8 kg⋅m (116 N⋅m) / 3,600 rpm                                      |
| L14型 SOHC | 1,428 cc | SU型ツインキャブレター                             | 95 PS (70 kW) / 6,400 rpm                                   | 12.2 kg⋅m (120 N⋅m) / 4,000 rpm                                      |

トランスミッション
グレードに搭載されたトランスミッションは以下のとおりである。
5速MT（F5C56A型） - GX5
4速MT - エクセレント・シリーズ
4速MT - GL、デラックス・スポーツ、スポーツ、スタンダード（クーペ）、スーパーデラックスB
3速MT - デラックス、スタンダード（セダン、バン）、スーパーデラックスA
3速AT（3N71B型） - GL、デラックス、スタンダード（クーペ）、エクセレント・シリーズ
| ギア比     | 5速MT          | 4速MT        | 4速MT        | 3速MT        | 3速AT    |
| ---------- | -------------- | ------------ | ------------ | ------------ | -------- |
| 形式       | サーボシンクロ | フルシンクロ | フルシンクロ | フルシンクロ | トルコン |
| 1速        | 3.757          | 3.657        | 3.757        | 3.380        | 2.458    |
| 2速        | 2.374          | 2.177        | 2.169        | 1.734        | 1.458    |
| 3速        | 1.659          | 1.419        | 1.404        | 1.000        | 1.000    |
| 4速        | 1.254          | 1.000        | 1.000        | —            | —        |
| 5速        | 1.000          | —            | —            | —            | —        |
| 後退       | 3.640          | 3.638        | 3.640        | 3.640        | 2.182    |
| ファイナル | 3.900          | 3.889        | 3.900        | 3.900        | 3.900    |

寸法
単位はミリメートル。サニーバンの値は2名乗車時の値である。
|                | セダン | クーペ | バン  | 4ドアエクセレント | クーペエクセレント |
| -------------- | ------ | ------ | ----- | ----------------- | ------------------ |
| 全長           | 3,830  | 3,825  | 3,865 | 4,000             | 3,995              |
| 全幅           | 1,495  | 1,515  | 1,495 | 1,500             | 1,515              |
| 全高           | 1,390  | 1,350  | 1,405 | 1,395             | 1,355              |
| 荷室長         | 1,690  | 1,620  | 1,485 | 1,690             | 1,620              |
| 荷室幅         | 1,270  | ←      | 1,240 | 1,270             | ←                  |
| 荷室高         | 1,140  | 1,095  | 825   | 1,140             | 1,095              |
| ホイールベース | 2,300  | ←      | ←     | 2,340             | ←                  |
| トレッド（前） | 1,240  | ←      | ←     | 1,255             | ←                  |
| トレッド（後） | 1,245  | ←      | ←     | 1,245             | ←                  |
| 最低地上高     | 170    | ←      | ←     | 165               | ←                  |

- 1970年1月6日 - B110型にモデルチェンジ[22]。セダン14車種、クーペ4車種、バン4車種を同時に発売した。
- 1970年4月22日 - スポーティグレード「GX」追加[26][27]。
- 1970年10月5日 - GXにレギュラーガソリン仕様が追加[33]。
- 1970年12月14日 - イタリアでサニー1200・4ドアデラックスの販売を開始。イタリアの日本車輸入が解禁されたことにより、ミラノにあるダットサン・イタリア社から販売される[35]。
- 1971年1月20日 - トラックもフルモデルチェンジでB120型へ[36]。
- 1971年4月1日 - 4ドアセダン、クーペに「エクセレント・シリーズ」を追加[25]。
- 1972年1月6日 - マイナーチェンジ。2ドアバンが導入された。仕様は4ドアバンに準ずる[31]。
- 1972年8月31日 - 1200GXシリーズに5速MT搭載車「GX5」を追加[28]。
- 1972年10月20日 - 第19回東京モーターショーにロータリーエンジン[注釈 9]搭載車を参考出品[37]。

モータースポーツ
日本では、ツーリングカーレース（TSクラス）のベース車としても大きな成功を収めており、生産終了後も長期に渡ってレースフィールドで強豪モデルとしての地位を保ち続けたことでも知られる。B110型の生産終了後、後継のB210型がその重量増加と寸法の増大からレース車両のベースとすることを敬遠され、多くのユーザーからの請願によりホモロゲーション延長が数回行われた結果、B110型は1982年シーズン終了までマイナーツーリング年間優勝を争うレベルでレース参戦を続けた。これは車両の進化が速いモータースポーツの世界にあっては極めて異例の措置であった。レース用にチューニングされたA型エンジンは、燃料噴射装置の効果もあり、自然吸気のOHV1,300ccから、その末期には175馬力/約10,000rpmを搾り出しており、何の変哲もない実用向けの原設計からは想像しがたい驚異的なポテンシャルを見せた。また軽量で運動性が良く、空気抵抗の少ない車体や、旧態依然としたリーフ式サスペンション（リーフスプリングに吊られたリジッドアクスル）ながら、高いトラクションとコーナリング性能を発揮する足回りなどとの相乗効果で新鋭のDOHCマシンを下す場面もあった。その後、B310型のツーリングカーにこの資産は引き継がれている。
- 1970年9月11日 - オーストラリアで開催されたバサースト500マイルレースのAクラス（販売価格1,960AUD以下）で優勝した[39]。レギュレーション上、改造は一切許されず、一般市販車そのままの状態でなければならないのだが、本レースで優勝したことで日産は5年連続クラス優勝を果たし、サニーのポテンシャルの高さをアピールすることにも繋がった。
- 1970年11月23日 - 「全日本富士ストックカー200マイルレース」TS1300クラスでレースデビュー。優勝。ドライバーは鈴木誠一[40]。鈴木誠一が設立者の一人である東名自動車からのプライベートエントリー。
- 1971年10月 - 東アフリカラリー選手権の最終戦である第19回リフトバレーラリーにて、サニー1200がクラスAで2位と3位入賞。いずれも個人参加である[41]。
- 1973年5月 - 「'73日本グランプリ」TS-A-IIクラス（1,300cc～1,600cc級）にて「エクセレントクーペ」が1位から3位を独占[42]。優勝車のドライバーは北野元。このときのレースカーには、日産ワークスによって16バルブ・DOHCに改造され200PS超のチューンアップを施したLZ14型エンジンを搭載された[42]。エンジンは城北ライダースに在籍し、後に東京都にチューニングショップ、スピードショップクボを立ち上げる久保靖夫が手掛けた[43]。

その後、B210型の登場後もB110型は1982年シーズンまでレースで活動を続けた。
- 1974年5月 - 「74全日本選手権鈴鹿フォーミュラレース」SS1クラスにて「サニークーペ」が1位から4位を独占。上位9台すべてがサニーで埋まっていた[44]。
- 1974年11月 - 「74 JAFグランプリ」SS1クラスにて「サニークーペ」1 - 2位獲得。
- 1975年5月 - 「75日本グランプリ」TSクラスにて「サニークーペ」2位獲得。
- 1977年6月 - 「JAF富士グランプリ」TSクラスにて「サニークーペ」2位獲得。

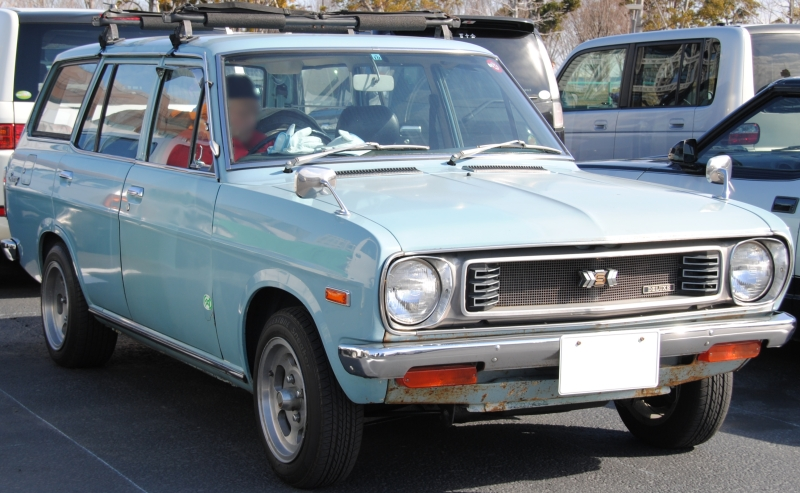
バン デラックス
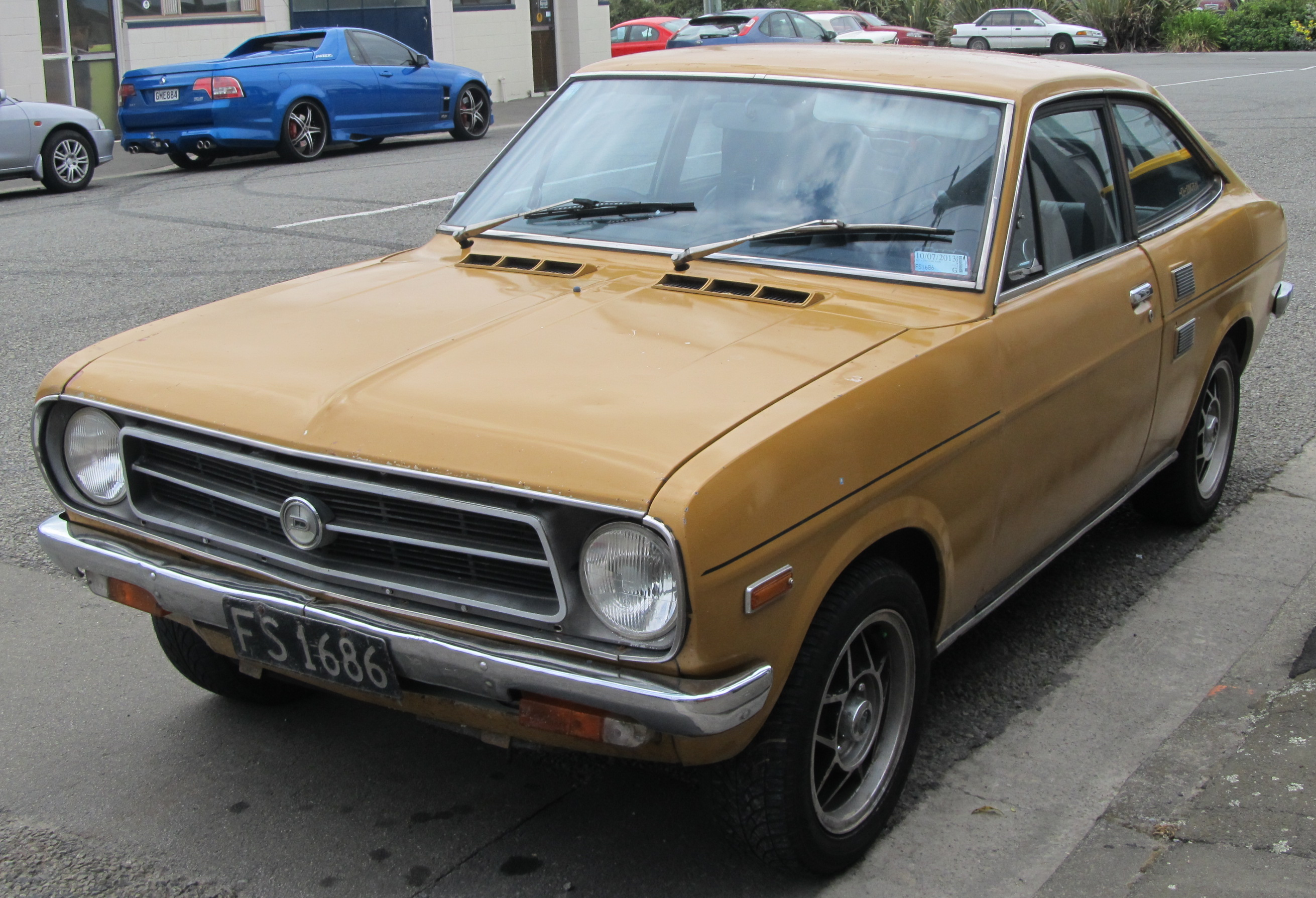
1971年式ダットサン・1200 ファストバッククーペ（海外仕様、フロント）
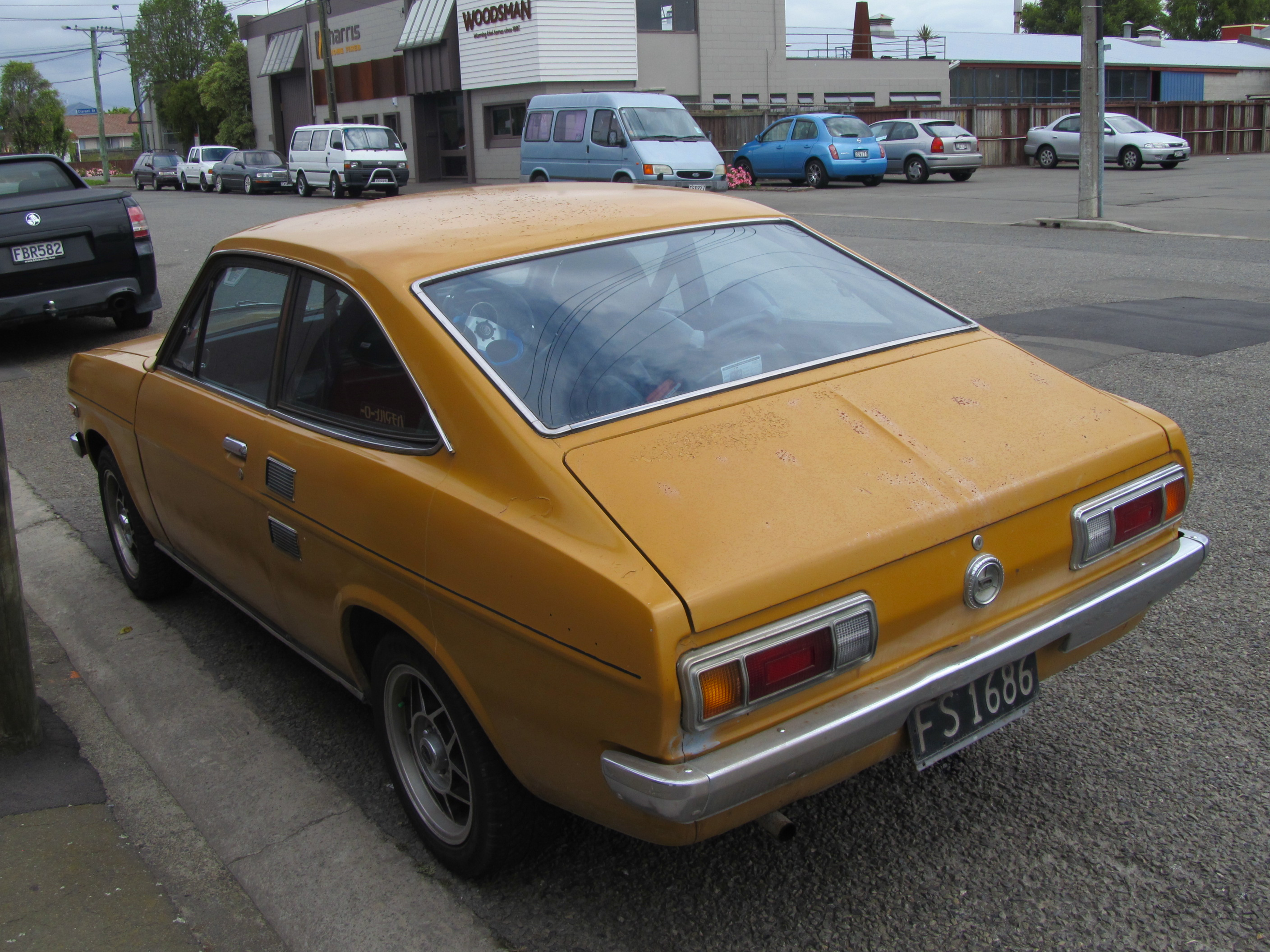
1971年式ダットサン・1200 ファストバッククーペ（海外仕様、リア）
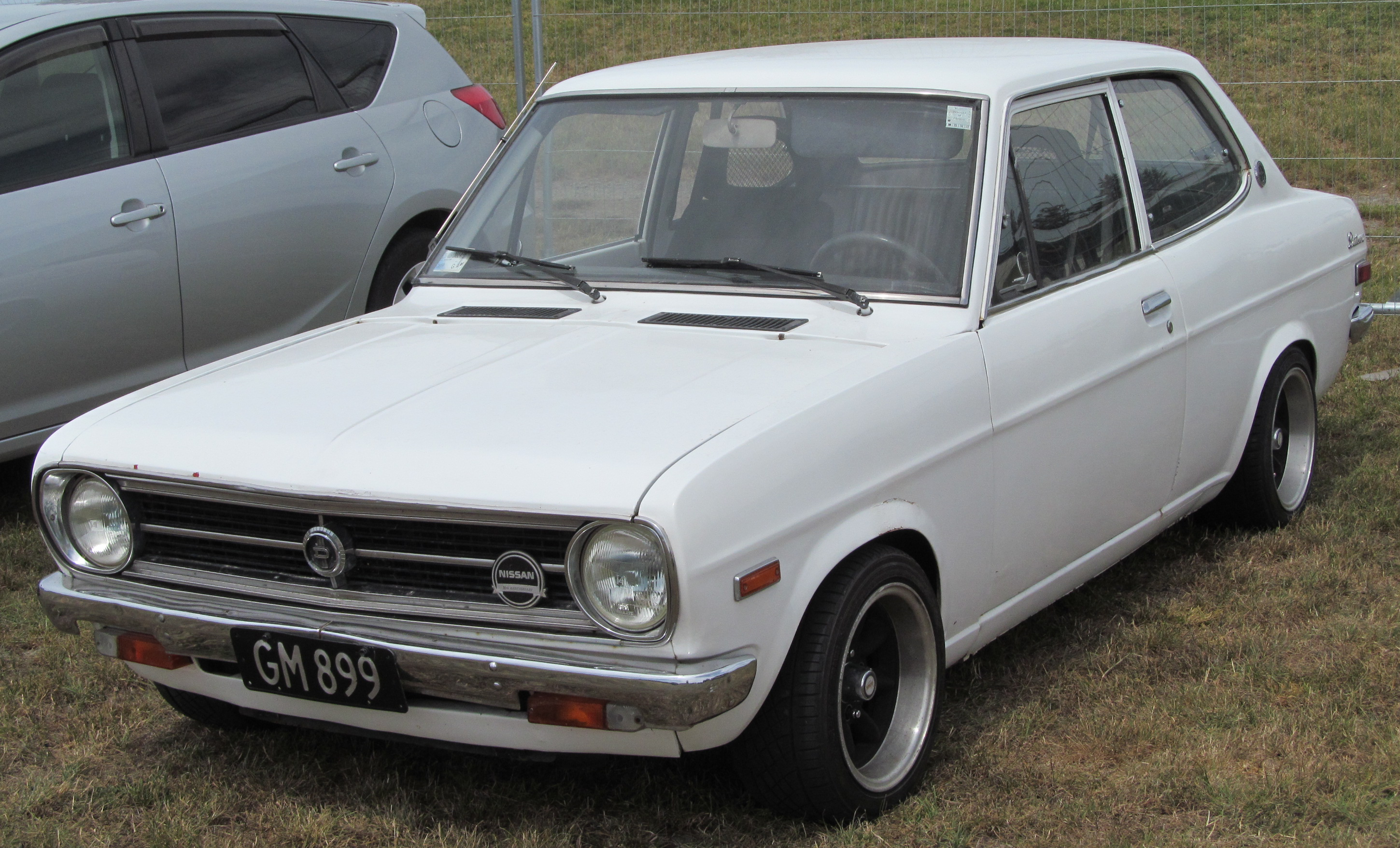
1971年式ダットサン・1200 2ドアセダン（海外仕様）

## 3代目 B210型（1973年 - 1977年）
ひと回り大きくなり、同社のチェリーや610型ブルーバードU、710型バイオレット、620型ダットサントラックなどにも通じる、北米市場を意識した曲面要素の多い、抑揚の強いスタイルとなる。
ホイールベースは各型共通で、エクセレントシリーズのみフロントオーバーハングを若干延長している。ボディタイプは2ドア/4ドアセダンと3ドアクーペ、2ドア / 4ドアバンの5種類。この代からクーペは大型のハッチバック（テールゲート）を持つ形状になった。エクセレントのクーペはテールランプを丸型3連としたことから、ユーザーからはロケットの噴射口になぞらえて「ロケット・クーペ」、「ロケット・サニー」と呼ばれた。
当初のグレードは下から、セダンはセミ・デラックス、デラックス、GL、GX（2ドアなし）、クーペはデラックス、GL、GX、バンはスタンダード、デラックス、スーパーデラックスが用意された。エクセレント・シリーズはデラックス、GL、GXとなっていた。
また、先代同様、1,200ccのA12型エンジンとエクセレント用1,400cc・L14型エンジンの2種の排気量を持ち、それぞれにシングルキャブ仕様（GXを除く全車）とツインキャブ仕様（GX）を設定。引き続きツインキャブのGXグレードには5速ミッション車も用意されていた。1200GXは先代GX-5と共通で、エクセレント1400GXはバイオレットと同じものが使用された。全車にタンデム・マスターシリンダーを採用し、サニー1200GL、GXには前輪ディスクブレーキが標準装備され、エクセレントにはマスターバック付とした。サニー1200ではデラックス以下はドラムブレーキとなる。
インテリアについて、メーターは六連丸型タイプ（クーペ全車、セダンGXに装備、油圧計、電流計含む）もしくは角型タイプ（GXを除くセダン）を採用。セダンGXにはタコメーターが装備された。
マイナーチェンジではやはりフェイスリフトが行われたほか、フェンダーミラーをタルボ型に変更し、エコノメーターをオプション設定した。また、ハイバックシートや照明付シガーライターなど、一部のグレードにしかなかった装備を全車共通で装備した。
1976年にはセダンとクーペに1400GXツイン（GX-T）が追加された。このグレードはF10型チェリー用のOHV・A14型エンジンにツインキャブレターを装備したもので、ハードバンパー、アクセントストライプ、ブレード付の黒色艶消しワイパーを採用した。
寸法
単位はミリメートル。サニーバンの値は2名乗車時の値である。
|                | セダン | クーペ | バン  | エクセレント4ドア | エクセレントクーペ |
| -------------- | ------ | ------ | ----- | ----------------- | ------------------ |
| 全長           | 3,950  | ←      | 3,985 | 4,045             | ←                  |
| 全幅           | 1,545  | ←      | 1,545 | 1,545             | ←                  |
| 全高           | 1,370  | 1,400  | 1,405 | 1,370             | 1,350              |
| 荷室長         | 1,640  | 1,520  | 1,485 | 1,640             | 1,605              |
| 荷室幅         | 1,275  | ←      | 1,260 | 1,275             | ←                  |
| 荷室高         | 1,115  | 1,095  | 815   | 1,115             | 1,095              |
| ホイールベース | 2,340  | ←      | ←     | ←                 | ←                  |
| トレッド（前） | 1,250  | ←      | ←     | 1,255             | ←                  |
| トレッド（後） | 1,245  | ←      | ←     | ←                 | ←                  |
| 最低地上高     | 170    | ←      | ←     | 165               | ←                  |

- 1973年5月1日 - B210型にモデルチェンジ[45]。
- 1975年1月9日 - 全車に前席3点式シートベルト、後席2点式シート（2名分）を採用[47]。従来はなかったバンにもコラプシブル・ステアリングとステアリング・ロックを採用した。
- 1975年10月27日 - NAPSを導入したことで、エクセレント、バンが昭和50年度排出ガス規制適合[48]。
- 1975年12月25日 - 排ガス再循環装置など排出ガス浄化システムを採用したことで、1200シリーズが昭和51年度排出ガス規制適合[49]。
- 1976年2月 - 1200シリーズのマイナーチェンジが行われた[46]。
- 1976年7月 - 1400GX-T、1400バン（A14型シングルキャブレター）を追加。1200バンスーパーデラックスの仕様向上[50]。
- 1977年2月 - 一部改良[51]。エクセレント用のエンジンがそれまでのL14型から1,600cc・SOHCのL16型に変更された。また、1400シリーズにはかわりにA14S型（デラックス、GL、GX）およびA14T型（GX-T）エンジンが搭載された。1200シリーズはA12型を引き続き搭載するが、4速フロアシフトのラインナップのみを継続して販売した。1400 4ドアセダン・クーペにGL-L・GX-L及び1400 4ドアセダンデラックスを追加。1400GL以上のバンパーにオーバーライダーを、L仕様車に電動式リモコンミラーを、デラックス以上に灰皿照明をそれぞれ採用しエクセレント1600系にアルミロードホイールをオプション設定。

販売終了前月までの新車登録台数の累計は89万8057台。

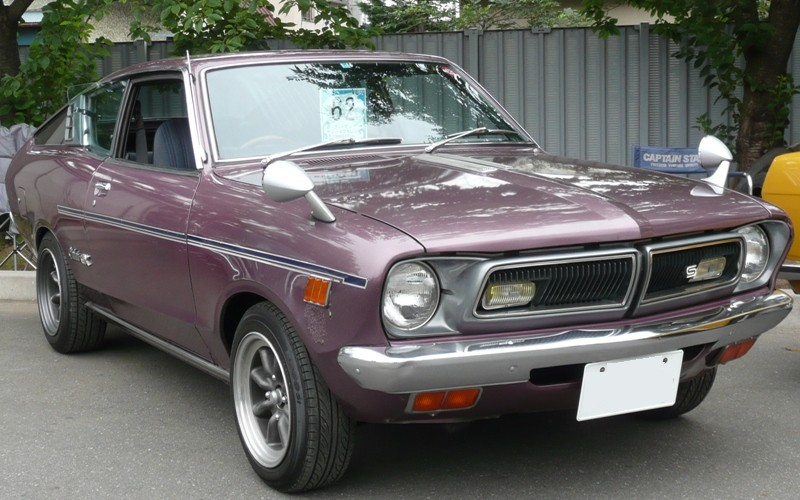
クーペ エクセレント1400GX （前期型・1973年 - 1976年）
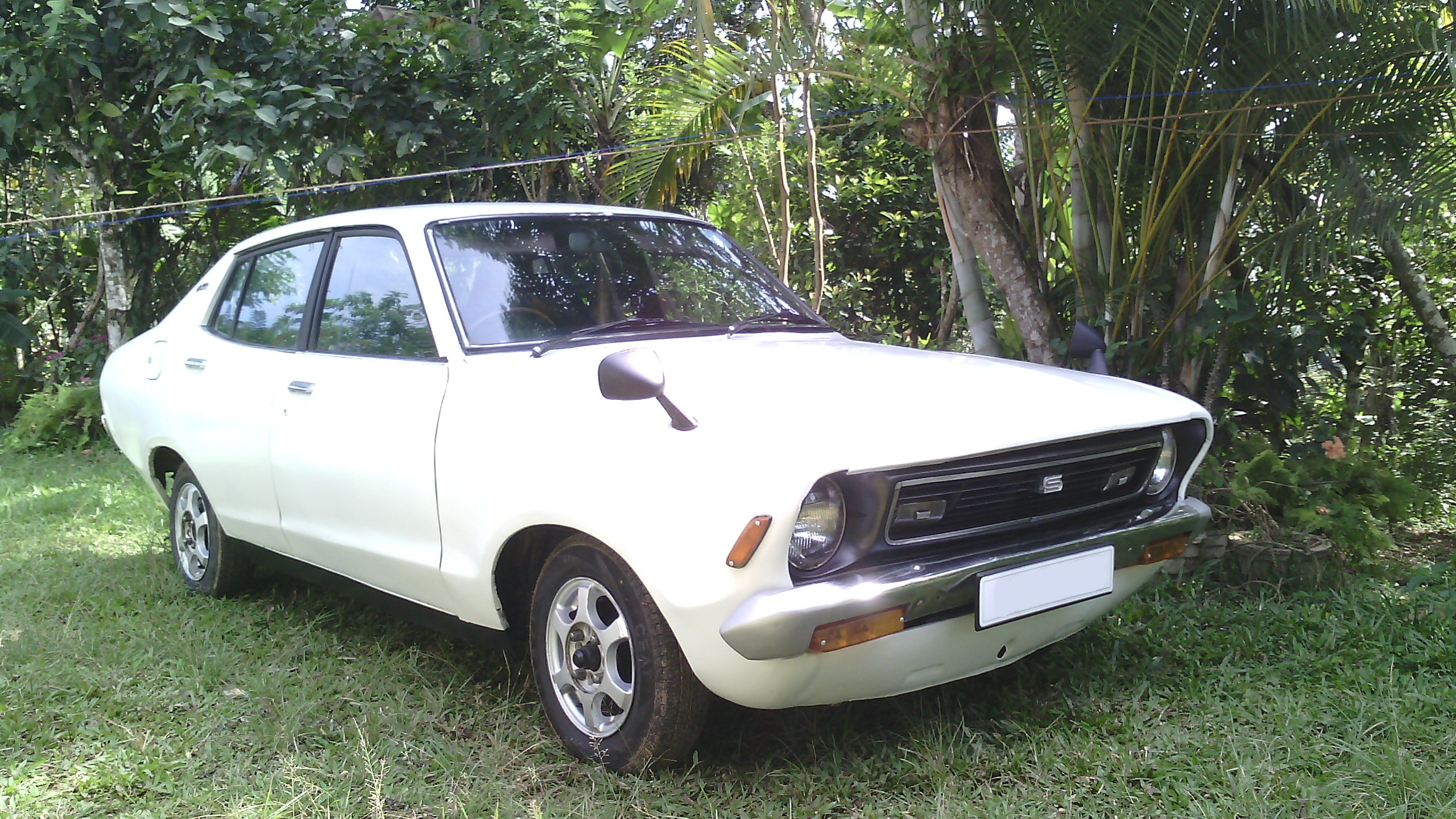
4ドアセダン 1200GL （後期型・1976年 - 1977年）
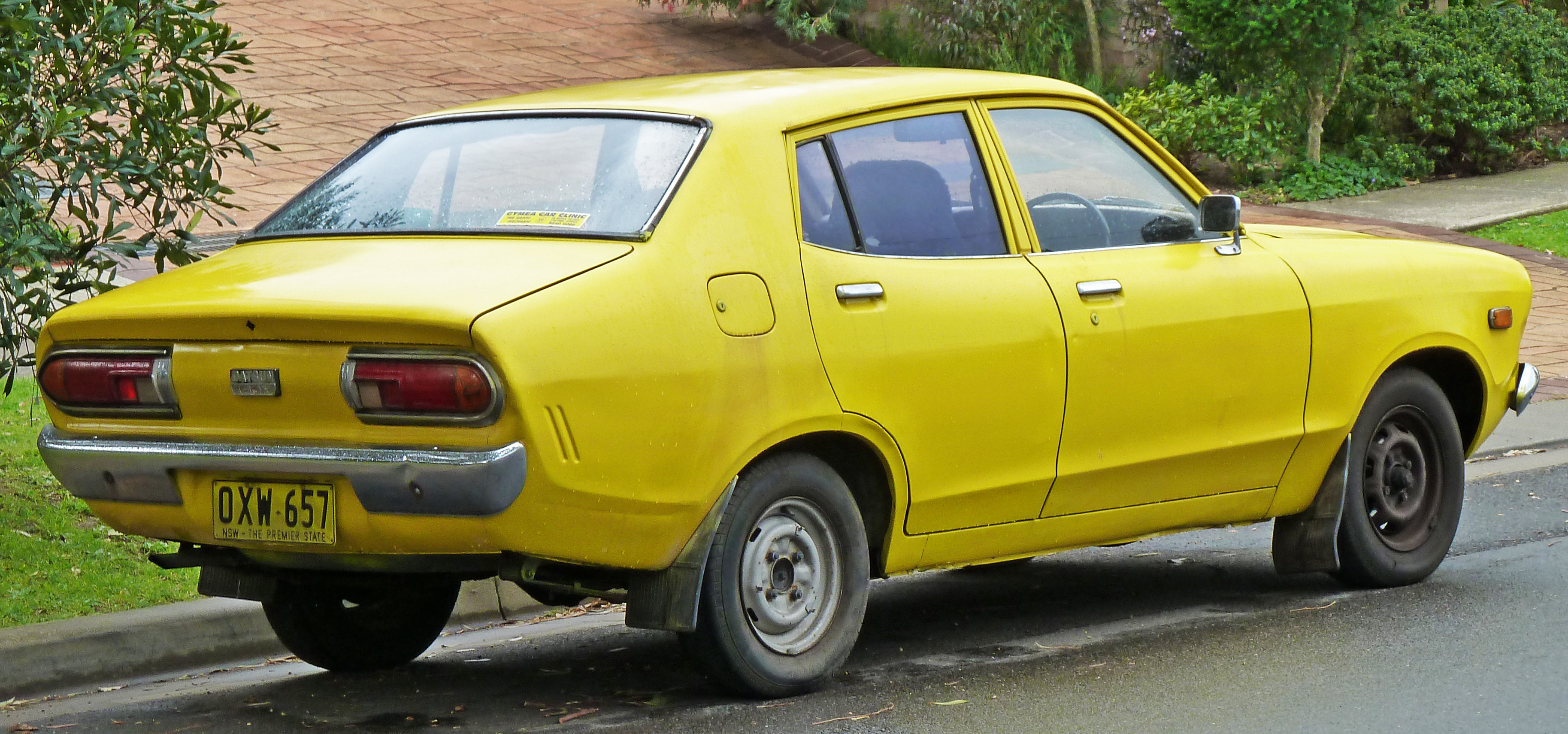
4ドアセダン （豪州向け）
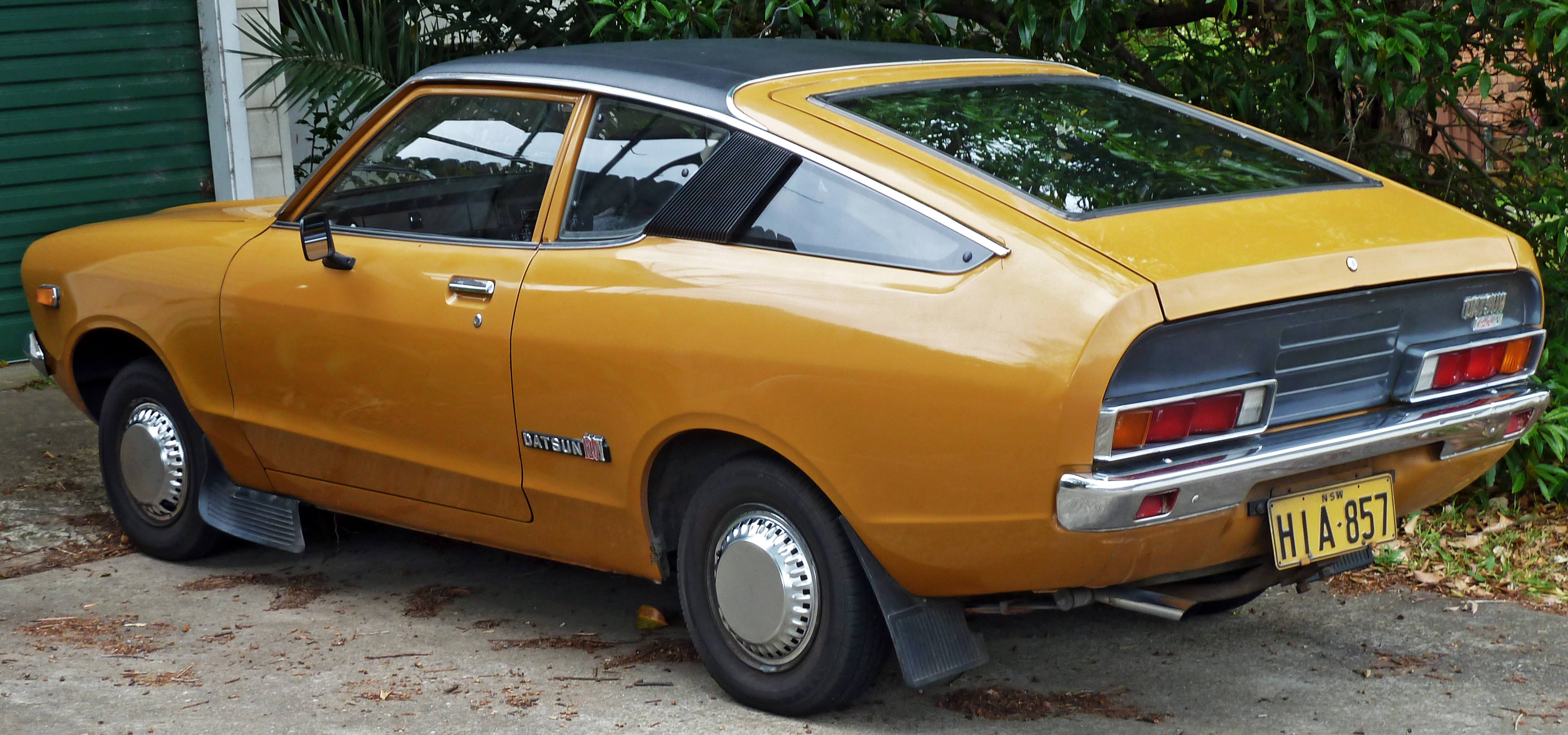
クーペ（豪州向け）

## 4代目 B310型（1977年 - 1983年）
バンを除き:1977年 - 1981年
- 1977年11月 - B310型にモデルチェンジ。キャッチコピーは「ひろびろサニー」「静かなサニー」であった。同月、国内登録累計300万台達成。オイルショック後のベーシックカーとして、華美に傾き過ぎたB210型での反省から先々代のB110型を彷彿とさせる機能的で簡潔な直線的造形へと原点回帰した。エクセレントシリーズはスタンザがそのコンセプトを引き継いだことから廃止され、全車OHV・A型エンジン搭載車（1,200ccのA12A型と1,400ccのA14型）のみとなった。また、このモデルは（トラックはB120型）サニーとしては最後の後輪駆動車である。北米市場ではダットサン・210として販売された。販売終了前月までの新車登録台数の新車登録台数の累計は62万7824台[53]。
- 1978年2月 - 電子制御噴射装置を搭載する「1400GX-E」及び「1400SGX-E」を追加。
- 1978年5月 - セダンに「シティ DX」追加。
- 1978年8月 - 輸出累計200万台を突破。
- 1978年12月 - 一部改良が行われ、フロンドディスクブレーキが拡大採用され、衝撃吸収バンパーが新設された。また、バンに「シティ DX」及び「スーパーデラックス -A」を追加し、バンのスタンダード仕様はこの一部改良でさらに廉価仕様となる。
- 1979年1月 - バックドアを大きく寝かせた、バンとは異なるシルエットを持つステーションワゴン[注釈 10]の「サニーカリフォルニア」を追加。
- 1979年10月 - マイナーチェンジ。バン以外のフロントノーズのスラント化と同時にリヤナンバープレートの位置がバンパー上に移動され、当時流行の角型ヘッドランプなどを採用（バンを除く）した。バンは従来顔のまま昭和54年排出ガス規制適合でB311型へ。キャッチコピーは「Come to Sunny Side」「私の、理想のタイプ」。
- 1980年11月 - マイナーチェンジ。1200を1300（1,300ccのA13型）に、1400を1500（1,500ccのA15型）にそれぞれ変更し、外装は、フロントグリル中央横方向に一本、カラーラインが入った。また、フロントグリルはファミリータイプには横バーグリルに青い「S」バッジ、スポーティタイプにはハニカムグリルに赤い「S」バッジが採用されていた。
- 1981年10月 - セダン・クーペ・ワゴン販売終了。バンはマイナーチェンジしB312型となる。
- 1982年10月 - ADバンの登場で4ドアバン販売終了。2ドアバンは継続。
- 1983年7月 - サニーADバン2ドアの追加により2ドアバン販売終了。

最後のFR駆動モデルであり、B110型同様にTSレースや富士フレッシュマンレースといった下位クラスのレースで活躍した。

## 5代目 B11型（1981年 - 1985年）
時代の趨勢に合わせて駆動方式を前輪駆動に改め、エンジンも一新。SOHCへ移行、カムシャフトもサニー初のタイミングベルト駆動となる。それまで日本国内で「ダットサン」ブランドで販売されていたサニーも、B11型へのフルモデルチェンジを機に正式車名を「ニッサン サニー」へと切り替える。ボディタイプは4ドアセダン、ハッチバッククーペ (3ドアクーペ)、カリフォルニア (5ドアステーションワゴン)。先代モデルまで存在した2ドアセダンは国内向け廃止。輸出仕様のセントラには継続して設定され、バンはB11型のコンポーネンツを流用したADバンとして独立している。日本国外への輸出ではこれまでのダットサン210から北米のセントラとメキシコのツル以外では「ニッサンサニー」となった。販売終了前月までの新車登録台数の累計はローレルスピリットと合算して68万9734台。
- 1981年10月 - B11型にモデルチェンジ。キャッチコピーは「魅力フルサイズ」、「Sunny My Love」。1500GLの5MT車は、高圧タイヤ、超ハイギアリングを採用した燃費スペシャルとして設定された。1500SGLエクストラには、センターコンソール後端に、ワイヤーコントロール方式のリアドアリモコンロックレバーが装備された。
- 1982年2月 - 米環境保護庁より北米向けサニーである「セントラ」の1.5L 5速MT仕様が43mile/galでガソリン車No.1の燃費効率と発表される。
- 1982年9月 - 4ドアセダンとハッチバッククーペに1.5Lとしては国産初となる[注釈 13]ターボチャージャー付 E15ET型搭載の「TURBO LEPRIX（ターボ ルプリ）」が追加された。鏡文字で「TURBO」ロゴが入るフロントグリルを特徴とする。同時に小変更の実施（1.3Lのタイヤサイズを12→13インチに拡大、一部グレードのメーター文字盤意匠の変更、チルトステアリング採用、一部グレードのホーンをシングルからダブルへの変更等）。
- 1982年10月 - 4ドアセダンおよびカリフォルニアにサニー初のディーゼルエンジン車が設定され、直列4気筒SOHC・1.7LのCD17型を採用した。最高出力はグロス値で61馬力を発生した。
- 1983年1月 - 日産創立50周年記念限定車 「サニー50スペシャル」を発売（限定3000台）。
- 1983年10月 - マイナーチェンジ。キャッチコピーは「サニー、若くまぶしい主人公よ」。初代より続いてきたクーペと、Sunnyの"S"の字をモチーフとしたエンブレムが廃止された。さらにコンパクトカーで世界的に主流となっていた2ボックススタイルのハッチバック (3ドア) を追加。搭載エンジンはE15SとE15ETの2種。同時にカリフォルニアのE15Eエンジン搭載車も廃止となったため、E15Eエンジン搭載車は4ドアセダンのみとなった。さらにこれと同時に「NISSAN」のロゴが同年の創立50周年を機に導入されたフォントに変更され、廃止された"S"モチーフのエンブレムに代わってフロントグリル右側に付くようになった。
- 1983年秋 - 第25回東京モーターショーにはB11型サニーをベースとした「ニッサン NRV-II」が参考出品された。樹脂材料を活用した軽量化、E13型エンジンをベースにしたメタノールターボエンジンを搭載する等、数多くの技術が盛り込まれていた。
- 1984年2月 - 特別仕様車GLエクストラ発売。
- 1984年5月 - 特別仕様車GLスペシャル発売。
- 1984年7月 - ハッチバック特別仕様車発売。
- 1984年10月 - 「4ドアセダン1300 GL EXTRA」を追加。この年、国内販売がカローラに次いで2位となる。
- 1985年1月 - 特別仕様車「αシリーズ」発売。ターボ車のターボチャージャーが油冷式から信頼性と耐久性に優れる水冷式に変更された。

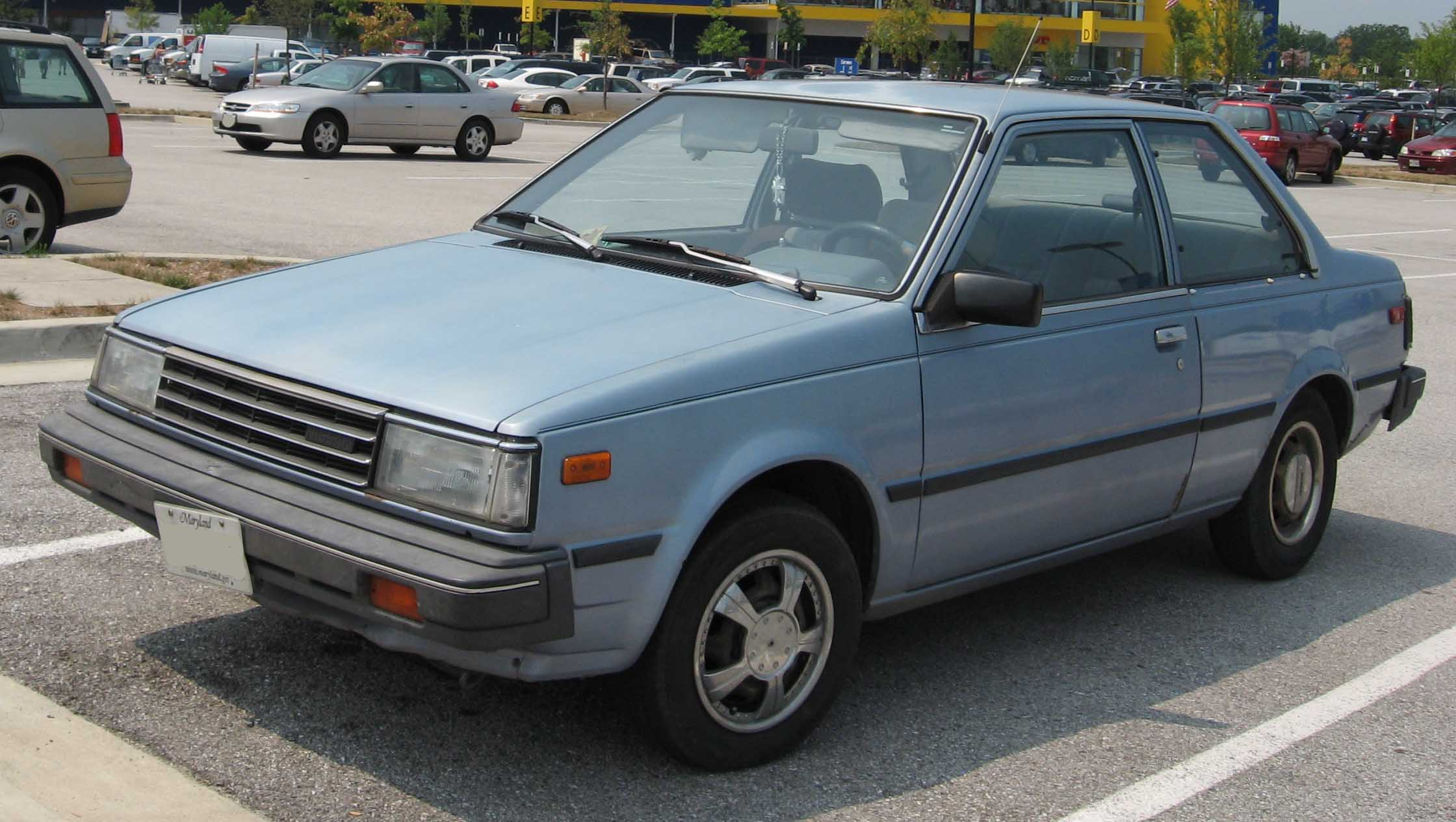
セントラ
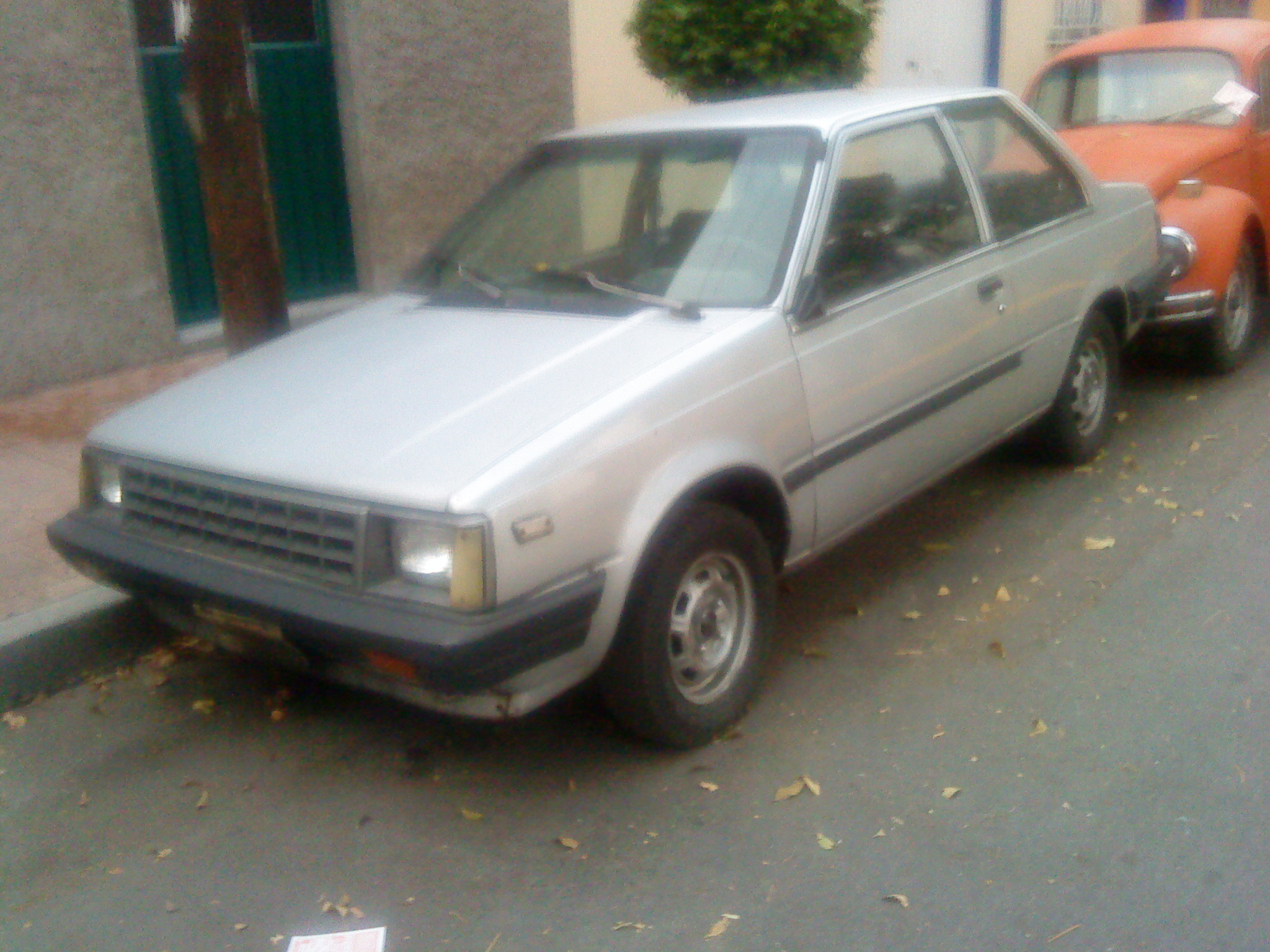
ツル

## 6代目 B12型（1985年 - 1990年）
デザイン、構造において1984年（昭和59年）から1990年（平成2年）まで日産でライセンス生産を行っていたVWサンタナの影響を受け、ボディ剛性をはじめ、品質・性能とも大きく向上を果たしたモデルである。ボディタイプは4ドアセダン、3ドアハッチバック（1.3L：303, 1.5L：305）、5ドアワゴン（カリフォルニア）。4ドアセダンとほぼ同じノッチバックスタイルを持った2ドアクーペは国内仕様のラインナップにはない。さらに、ボディ一体型のウレタンバンパー（スーパーサルーンはカラード）を採用し、直線・平面基調の独特なデザインとなる。内装では、SGL以上のグレードにはステッチ風デザインが入ったソフトパッドダッシュボードと、ラグジュアリーグレードとしてはサニー初のタコメーターも採用された。B11後期で一度消滅したサニーエンブレムが、円の中に図案化したSの文字を配した形で復活、B13型前期まで踏襲された。車重はやや増加したが、ボディ剛性や品質面を改善した。この代から高張力鋼板および亜鉛ニッケル合金メッキを用いた防錆鋼板が用いられるようになった。この点ではデザインともどもVWサンタナの影響が強い。また、サニー初の4WDはパートタイム方式で、唯一セダンのみに設定されており、リアデフは車体側にマウントされ、リアサスペンションもリバースAアーム式ストラット+コイルスプリングの独立懸架となっている（サニー初の四輪独立懸架）。この代からホイールのPCDが100.0 mmになり、12インチホイール&12インチタイヤを装着した仕様が消滅した。海外でも前作B11型同様、北米は「セントラ」、メキシコでは「ツル」として販売。メキシコ以外にアジア圏でもタクシーなどで使われることも多く、香港・マレーシア・インドネシアでもタクシー用として重宝されていた。販売終了前月までの新車登録台数の累計は73万8396台。
- 1985年（昭和60年）
  - 9月 - B12型にモデルチェンジ。キャッチコピーはセダンが「なかなか、シブイんじゃない。」、ハッチバックが「ロード・ダンサー」。「トラッド・サニー」の愛称で呼ばれ、CM音楽は一貫してザ・ビートルズの楽曲が使用された。
- 1986年（昭和61年）
  - 2月 - クーペの「RZ-1」（アール・ズィー・ワン）が追加された。シャシはセダン / ハッチバックと共通だが、外板の約70 %は専用設計となり、鋭角的な独特のフロントマスクを与えられた。
  - 2月末 – サニー(乗用車)の生産累計800万台達成[56]。
  - 7月1日 – セダンに「1500DX」を追加[57]。
  - 8月 - サニー初のDOHCエンジン搭載グレードであるセダン の「スーパー サルーン ツインカム」、ハッチバックの「306 ツインカム Rt」及び「306 ツインカム ニスモ」、RZ-1の「ツインカム タイプ A / ツインカム タイプ B」及び「ツインカム ニスモ」が新設定された。エンジンはCA16DE型。同時にセダン1500DXを追加。
  - 9月 - 4ドアセダン及びカリフォルニアにフルオート・フルタイム式4WD（ビスカスカップリング式四輪駆動方式）車を、4ドアセダンに「1500 スーパー サルーン E」を追加。[注釈 16]同時期の月間販売台数ランキングで首位を獲得[注釈 17]。SGX-Eを廃止。同時にセダン1300DX・ディーゼルDX・カリフォルニアDXにAT車を追加。
- 1987年（昭和62年）
  - 5月 - 4ドアセダンに「エレガント サルーン」を追加。トランクリッドのエンブレムはステッカーであった。
  - 9月 - マイナーチェンジ。キャッチコピーは「トラッドは、クオリティの話をします。」。外観では前後のデザインが大きく変更された。また1,500 ccガソリン車のエンジンが「スーパー・インテークエンジン」と呼ばれる直列4気筒SOHC・12バルブのGA15型[注釈 18]に変更された。1.3 L車は従来どおりキャブレター仕様のE13S型のみ。これに伴いE15ET（ターボ）搭載車はモデル廃止。グレードは「1300 GL」及び「1500 GL」が「1300EX サルーン」及び「1500 EX サルーン」に改称。また、「1500 SGL」に代わって新たに「1500 SX サルーン」を設定。セダン及びカリフォルニアの「1500 スーパー サルーン」系に設定されたフルオート・フルタイム4WD車にはメカニカル式ABSがメーカーオプションで設定された。
- 1988年（昭和63年）
  - 1月 - セダンのスーパー サルーン系に「ツインエアロルーフ仕様」[注釈 19]およびモータースポーツ向けの「1600 VR ツインカム」をそれぞれ追加。エンジンは5速クロスミッション付きのCA16DE型を搭載した。同時に、マニュアルエアコンを標準装備した特別仕様車「1300 EX サルーン G」及び「1500 EX サルーン G」を発売。
  - 5月25日 – 「1300 EX サルーン」及び「1500 EX サルーン」をベースにブロンズガラスやフルホイールカバーを装備した特別仕様車「EX サルーン GⅡ」を発売[58]。
  - 6月 - トリプルビスカス式4WD車を追加。同時に「1500 スーパー サルーン」及び「1500 スーパー サルーン E」をベースに後期型「スーパー サルーン ツインカム」とほぼ共通のインテリアデザインを採用したほか、オートエアコンとマッドガード、専用ホイールカバー、フロントサイドオーナメント、ゴールドエンブレムなどを特別装備した特別仕様車「1500 スーパー サルーン TRAD」と「1500 スーパー サルーン E TRAD」を発売。車体色はクリスタルホワイトのみ。
  - 9月21日 – 「1500 EX サルーン」及び1500、ディーゼル「スーパー サルーン」にドアミラーヒーターやハイマウントストップランプ等を装備した積雪地域向けの特別仕様車「スノーバージョン」を追加[59]。
- 1989年（昭和64/平成元年）
  - 1月 - セダンを中心に一部改良（実質的には仕様変更扱い）。最終型となる。キャッチコピーは「なるほど、あかぬけてるね。」。「1600 スーパー サルーン ニスモ」および「1500 スーパー サルーン E ニスモ」を追加。「スーパー サルーン」シリーズは装備の追加およびシート表皮等の変更に伴い「スーパー サルーン スプレンド」シリーズに改称。また、「1300 EX サルーン」及び「1500 EX サルーン」は外内装の仕様変更に伴いグレード名を「1300 EX」及び「1500 EX」にそれぞれ改称。これに伴い、グレード整理の対象として「1500 SX サルーン」が廃止された。
  - 5月18日 - セダンの「1500 EX サルーン GⅡ」をベースにマニュアルエアコン、ホイールカバー、全席パワーウィンドウ、電動リモコンドアミラー等を標準装備した特別仕様車「エレガント サルーン」発売[60]。前期型以来、2年ぶりにグレード名が復活した。
  - 12月 - 生産終了。以後、在庫対応分のみの販売となる。
- 1990年（平成2年）
  - 1月 - 7代目・B13型と入れ替わりで販売終了。

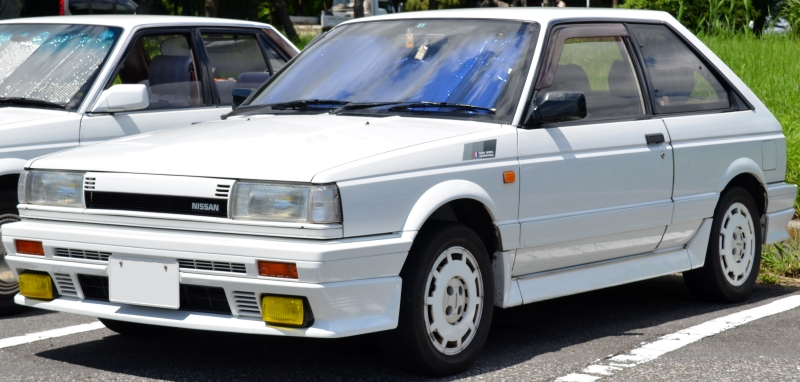
ハッチバック 305e

## 7代目 B13型（1990年 - 2017年）
メキシコ仕様ツルを除き:1990年 - 1994年（『90年代国産車のすべて』三栄書房　76頁参照）
B12型からのキープコンセプトであるが901運動の一環として歴代モデルで最も高品質を追求したのが特徴。
ボディは4ドアセダンのみ。クーペモデルはサニーの名を冠せずNXクーペとなり、EXAの後継としての役割を担う。エンジンはガソリンエンジン全車をDOHC化。シングルチェーンを用いた上下2段のタイミングチェーンでカムシャフトを駆動している。1.6LのGA16DE型のみ同社初にしてサニー初のメカニカル式可変バルブタイミング機構が装備されている。サニー初の1.8Lガソリンエンジンも設定された。グレードは1.8GT-Sで、専用外装パーツ、DOHC16バルブ・プレミアムガソリン仕様・140psのSR18DE型を搭載。上級グレードであるスーパーサルーン系は、エンジンや駆動方式を問わず、8種類用意された外装と内装を自由に組み合わせることができるスーパーセレクション方式を採用。組み合わせにより、外観はノーマルのままで内装のみ「GT-Sインテリア」という選択や「ラグジュアリーインテリア」に「GT-Sルック」という選択も可能であった。また、ラグジュアリーインテリアとラグジュアリールックを同時選択した場合のみ、このクラスとしては極めて珍しい「電子制御式サスペンション」も装着可能であった。このモデルから多くのグレードに油圧式のABSがメーカーオプション。なお、1.8GT-S以外のグレードでABSをメーカーオプションで装着するとリアブレーキがディスクブレーキとなる。一部の塗装色に限り、メーカーオプションでスーパー・ファインコート塗装（フッ素樹脂塗装）が選択することが出来た。4WDは1.5L車にはフルオート・フルタイム4WD（ビスカス式）、1.8L車にはアテーサ（ビスカスLSDによるセンターデフ式）、ディーゼル車（後に追加）はパートタイム4WDを採用。ディーゼル車はマニュアルのみ。販売終了前月までの新車登録台数の累計は57万687台。
- 1990年1月8日 - B13型にモデルチェンジ。カタログには「BEST・CHOICE SUNNY」と記された。
- 1990年7月24日 - ディーゼルにパートタイム4WD車を追加[62]。
- 1990年10月 - 5ドアワゴン[注釈 21]のカリフォルニアがフルモデルチェンジ。こちらは2代目ADバン・ADワゴンとボディをほぼ共有するため型式がY10型となる。
- 1991年1月 - 1.6LのスーパーサルーンeをベースにラグジュアリーインテリアとGT-Sルックを装着し、4本スポークの本皮革ステアリング等を装着した特別仕様「25th ANNIVERSARY」を発売。同年5月には、1.5LのスーパーサルーンやEXサルーンをベースにした同名の特別仕様も登場した。
- 1991年12月10日 - 日産車では初となる、国内生産累計1,000万台を達成[63]。
- 1992年1月9日 - マイナーチェンジが行われ、フロントグリルのエンブレムがサニーのマークから日産のCIに変更。バンパー、プロテクターの形状変更。ホイールカバーのデザイン変更。「1600スーパーサルーンスプレンド」「1600GTS」を追加。1.8L搭載車にフルレンジ電子制御4速オートマチック(E-AT)を採用。また、運転席SRSエアバッグシステムやサイドドアビームの採用など安全装備の充実を図った[64]。同時に九州工場での生産を開始した。
- 1992年5月21日 – 日産自動車の乗用車生産累計4,000万台突破を記念して、1.5LおよびFFディーゼル車「スーパーサルーン」をベースにGTSルックなどを装備した「スーパーサルーン セレクションG」、1.5LおよびディーゼルのFF車「EXサルーン」をベースにエアコンやパワーパッケージを装備した「EXサルーン セレクションG」を発売。なお、同年9月までの期間限定販売となる[65]。
- 1992年10月8日 - 1.5Lおよびディーゼルにカラードバンパーやブロンズガラス、防眩式インサイドミラーを装備した「JXサルーン」を追加。なお、これを機に「4WD JX」は廃止となった[66]。
- 1993年5月19日 – 日産自動車創立60周年を記念して、1.5Lおよびディーゼルのスーパーサルーンをベースにフロントエアロバンパーやブロンズガラス、高級モケットシート等を装備した「スーパーサルーンSV 60th ANNIVERSARY」を追加。同時に1.3L、1.5L、ディーゼル各EXサルーンをベースにマニュアルエアコンや4本スポークステアリングを装備した「EXサルーンSV 60th ANNIVERSARY」を追加[67]。
- 1993年12月[68] - 日本での生産終了。その後もメキシコ工場では「TSURU（ツル）」の名称で数回のアップデートを重ねつつ現地生産が続けられた。
- 1994年1月 - 日本での販売終了。8代目へフルモデルチェンジ。
- 1994年 - メキシコを除く海外向けB13型の販売終了。
- 2016年 - 翌年5月をもってメキシコ仕様の「ツル」の生産終了を発表[69]。
- 2017年7月 - ツルが販売終了。

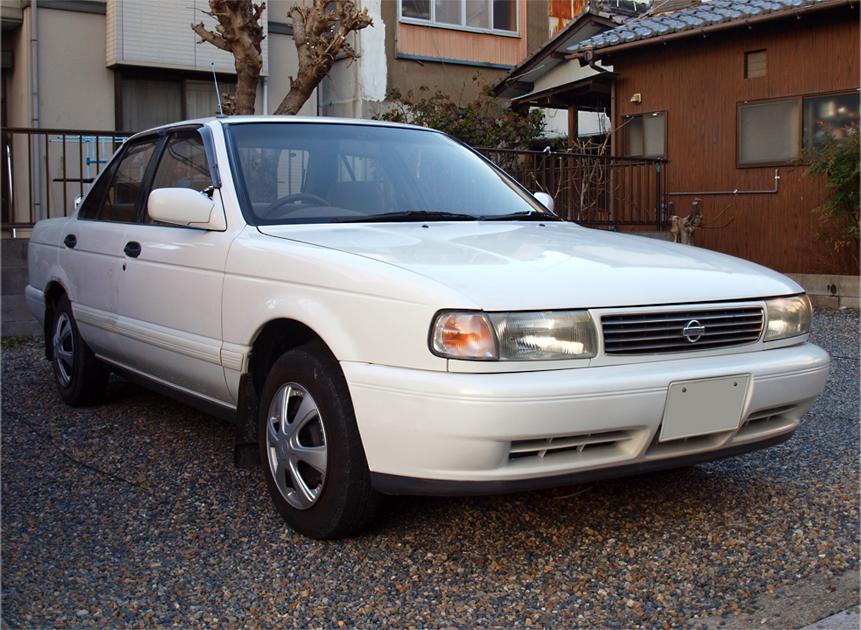
1500EXサルーン （後期型）
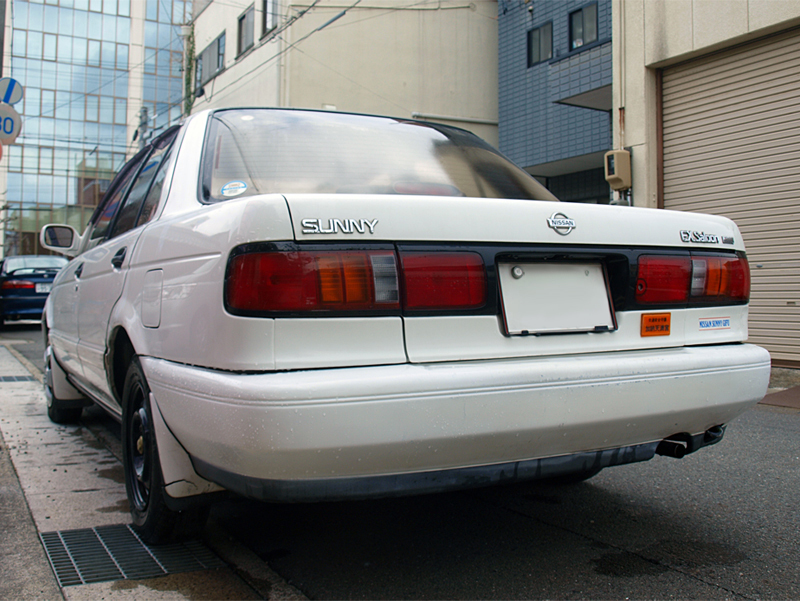
1500EXサルーン （後期型・リア）
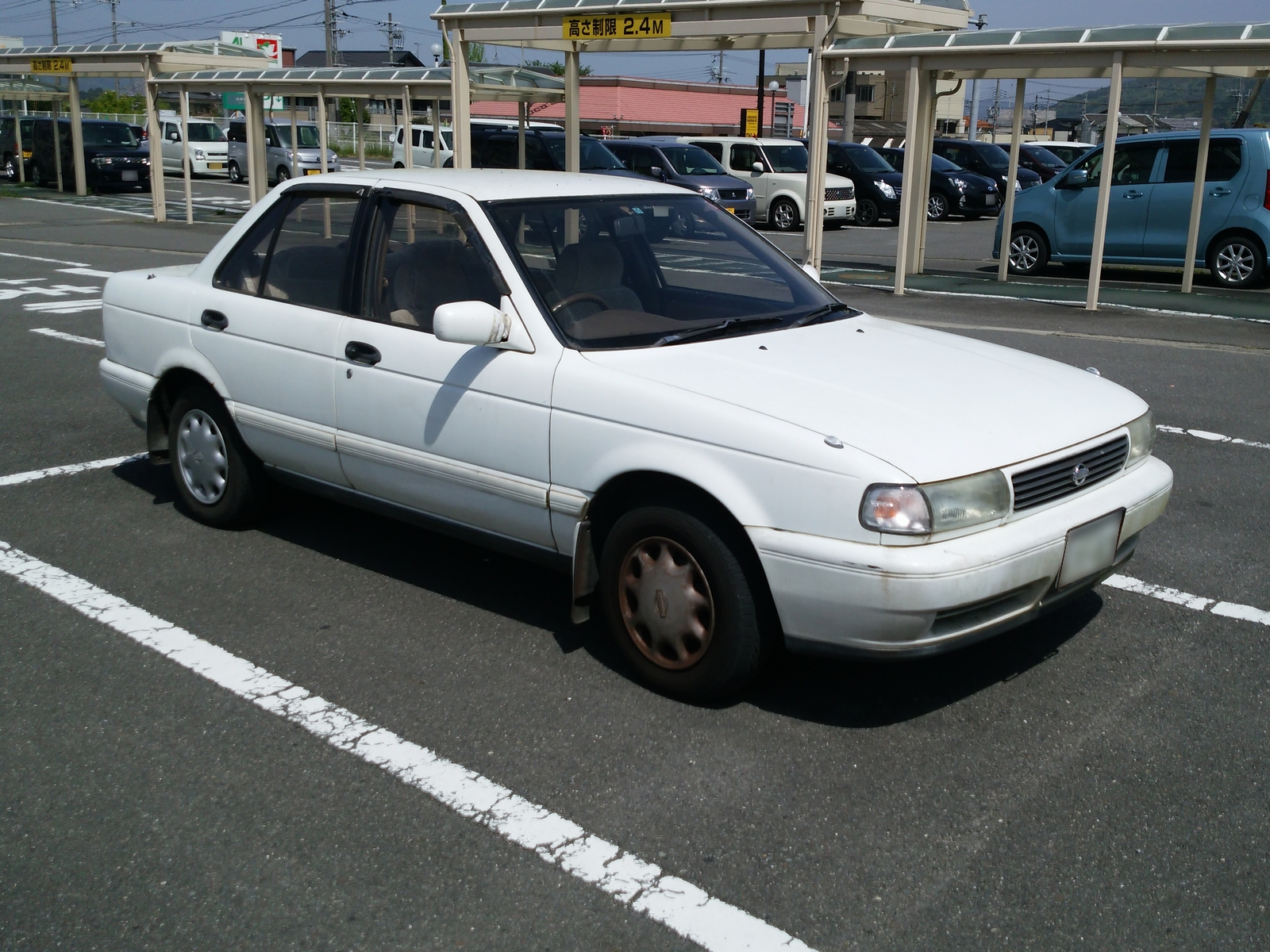
1500スーパーサルーン（後期型）
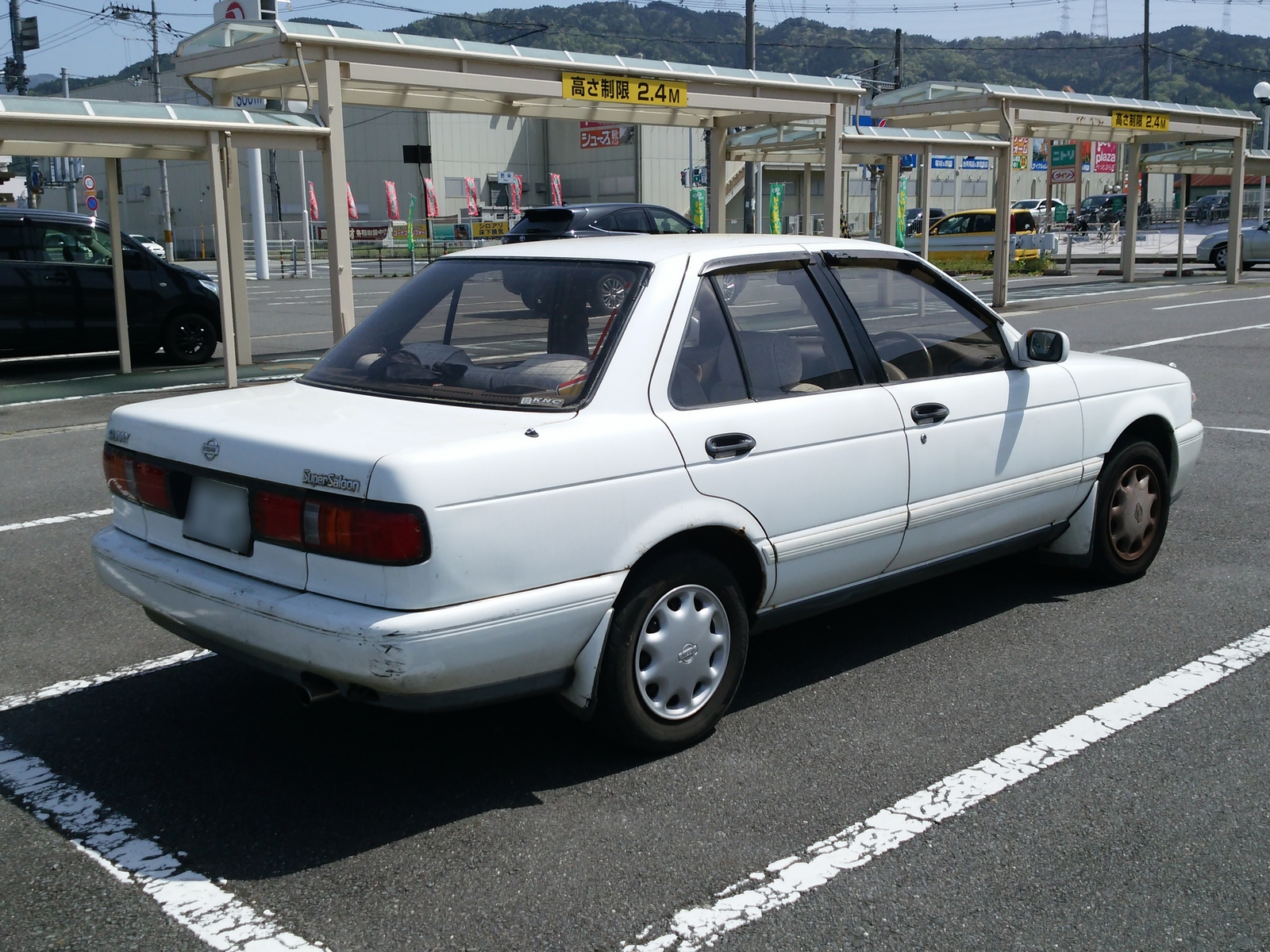
1500スーパーサルーン（後期型）
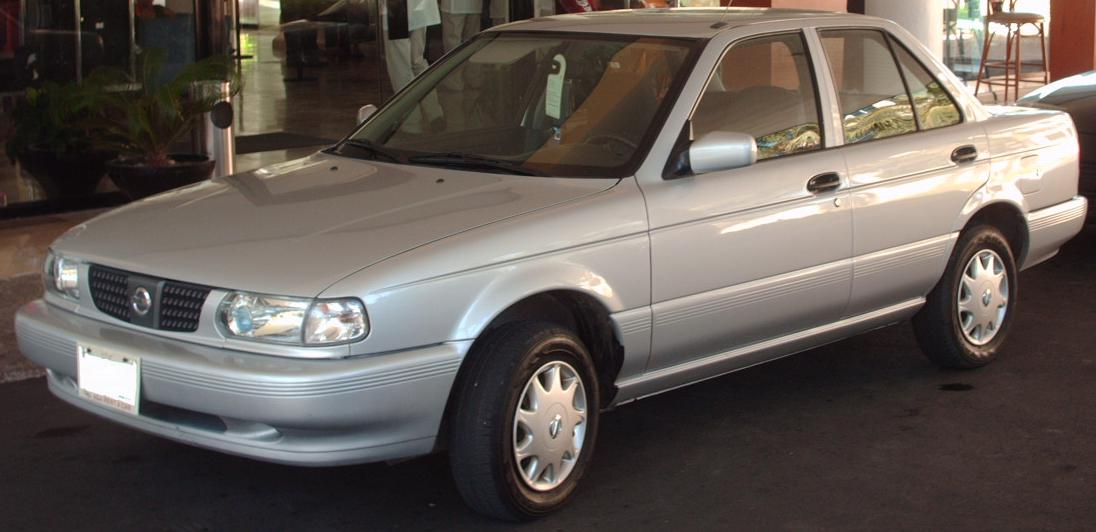
ツル

モータースポーツ
先代と同じく1.6Lモデルに競技仕様のVRがラインナップされていたが、ラリーの同クラスにマーチRが存在していたために主力マシンとはなれなかった。
1992年、キャロッセが全日本ダートトライアル選手権CIIクラスをサニー1.8GT-Sで参戦しチャンピオンを獲得。以後、ダートラCIIクラスの主力マシンへとなっていった。

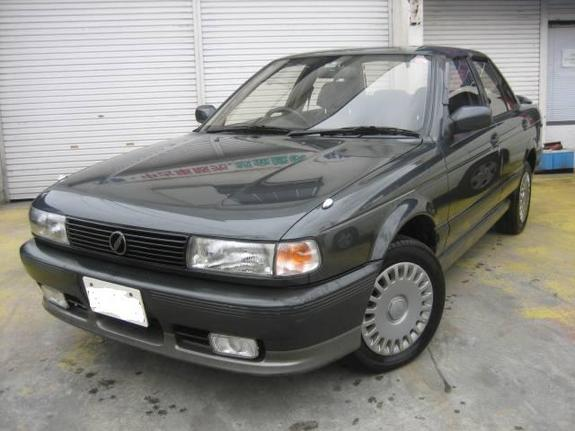
1.8GT-S （前期型）
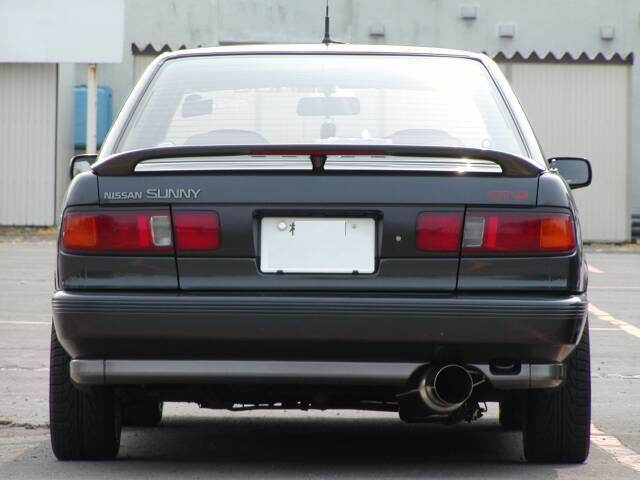
1.8GT-S （前期型・リア）

## 8代目 B14型（1993年 - 1999年）
ユーザーの若返りや大幅なコストダウンを課題として開発された。ボディタイプは4ドアセダンのみ。ただしクーペモデルのルキノは、前期型のみサニー・ルキノの名でも販売されていた。ホイールベースを延長（B12型およびB13型に対して105 mm延長）、居住性を向上させ、FF車のリアサスペンションに新開発のマルチリンクビームと呼ばれる、ラテラルロッドにスコットラッセルリンク機構を採用したアクスルビーム式トーションビームを採用し、サスペンション部分の省スペース・低コスト・組立工程の省力化に貢献した。スーパーサルーンは先代と比較して、タイヤが175/70→165/82へ、エアコンのマニュアル化など、コスト削減が図られた。4WDシステムはガソリン車は日産がフルオート・フルタイム4WDと呼ぶビスカス式、ディーゼル車にはセンターデフ式のアテーサを採用。また、ガソリンエンジンはすべてマルチポイントインジェクション化。直列4気筒DOHCエンジンの1.3L GA13DE型と1.5L GA15DE型を改良して搭載。「スーパーツーリング」にはプレミアムガソリン仕様の1.8L SR18DE型またはレギュラーガソリン仕様の1.6L GA16DE型を搭載。ディーゼルエンジン車は2.0LのCD20型となった。その後、B14型登場から4か月後に「1.5EXサルーン」をベースにリーンバーン仕様の1.5L GA15DE型エンジンに換装した「1.5CX」を追加。1995年1月にはセダンの一部が変更。スーパーサルーン、EXサルーン、CXのグリルをメッキ化し、リアフィニッシャーをボディカラー化。このほか、1.5スーパーサルーンのFF車のフロントディスクブレーキのベンチレーテッドディスクブレーキ化やタイヤサイズの変更（165SR13 → 175／70R13 82S）などが挙げられる。販売終了前月までの新車登録台数の累計は52万5366台。
- 1993年2月23日 - 1995年3月の座間工場の閉鎖に伴い、次期型の生産を九州工場に移管することを発表[71]。
- 1993年12月27日 - B14型にモデルチェンジされた（発表。ただし発売開始は1994年1月12日[72]）。カタログには低燃費に因んで「12 miles SUNNY」と記された。
- 1994年5月24日[73] — 2ドアクーペ「ルキノ」を発売。同時に4ドアセダンにリーンバーンエンジンを搭載した「1500CX」と特別仕様車「スーパーサルーンV」、「EXサルーン V」、「FE V」を発売。
- 1995年1月19日[74] - パルサーセリエとの兄弟車であるルキノ3ドアハッチバックが追加。同時にセダンの一部改良を行い、運転席SRSエアバッグが特別装備の特別仕様車を発売。「スーパーサルーンG」が廃止された。
- 1995年3月22日 - 座間工場での生産終了。
- 1995年9月 - 中期型にマイナーチェンジされ、内外装をフェイスリフト。リアデザインが大きく変わり、リアコンビネーションランプが大型化された。車名ロゴが「Sunny」から大文字の「SUNNY」に変更されてロゴの位置が左のテールライト下部からナンバープレートの上部（バラ文字）に変更された。また、運転席SRSエアバッグが全車標準装備された。
- 1996年8月28日[75] — デュアルエアバッグやABSなどを装備した特別仕様車「EXサルーンスプレンド」を発売。
- 1997年5月 - 後期型にマイナーチェンジされ、内外装変更。大型のフロントグリルが与えられたほか、リアターンシグナルランプのレンズ色を赤色化（点灯時は橙色）、前席デュアルSRSエアバッグ、ABSが全車標準装備される。SR18DE車が廃止されたのでスーパーツーリングが1.5Lと1.6Lになった。
- 1997年12月[76] - 国内登録累計が500万台を突破。
- 1997年12月24日[77] - 特別仕様車「スーパーサルーンリミテッド」、「EXサルーンリミテッド」を発売。
- 1998年9月[78] - ディーゼル車を含めた全グレードの生産終了。在庫対応分のみの販売となる。
- 1998年10月 - ディーゼル車を除きB15型へのフルモデルチェンジを行い販売終了。
- 1999年9月 - ディーゼル車もモデルチェンジして販売終了。

モータースポーツ
エンジンをSR20DEに換装したB14型サニーが1994年・1995年のオールシーズンと1996年のシーズン途中まで参戦。1995年にMINEサーキットで行なわれた第9戦（第2ヒート目）で、ザナヴィ・サニーを駆る飯田章が、ジャックス・シビックフェリオを駆る服部尚貴との激闘を制する。ちなみに、このJTCCレースカーはその後、東南アジア・ツーリングカー・ゾーン・チャレンジ（SEATCZC）に地元チームの手で参戦。現在は日産の座間事業所内にある座間記念車庫に保管されている。B14型サニーのJTCC参戦記念モデルとして、ニスモでは1.8Lの4ドアセダンをベースに、「NISMO 180R」というロードコンプリートカーを企画。車名は最大出力である180馬力に由来し、走行可能なプロトタイプが1台のみ製作されたが、市販化はされなかった。エンジンはSR20DE型のファインチューニング版を搭載し、ニスモ製強化サスペンションと15インチアルミホイールに加え、専用エアロパーツをフル装着。搭載されていたエンジンとトランスミッションは、同年発売のとB14型ルキノクーペとN15型のパルサーセリエ及びルキノハッチをベースとした「AUTECH VERSION」にSR20DE改良型として搭載され、発売された。

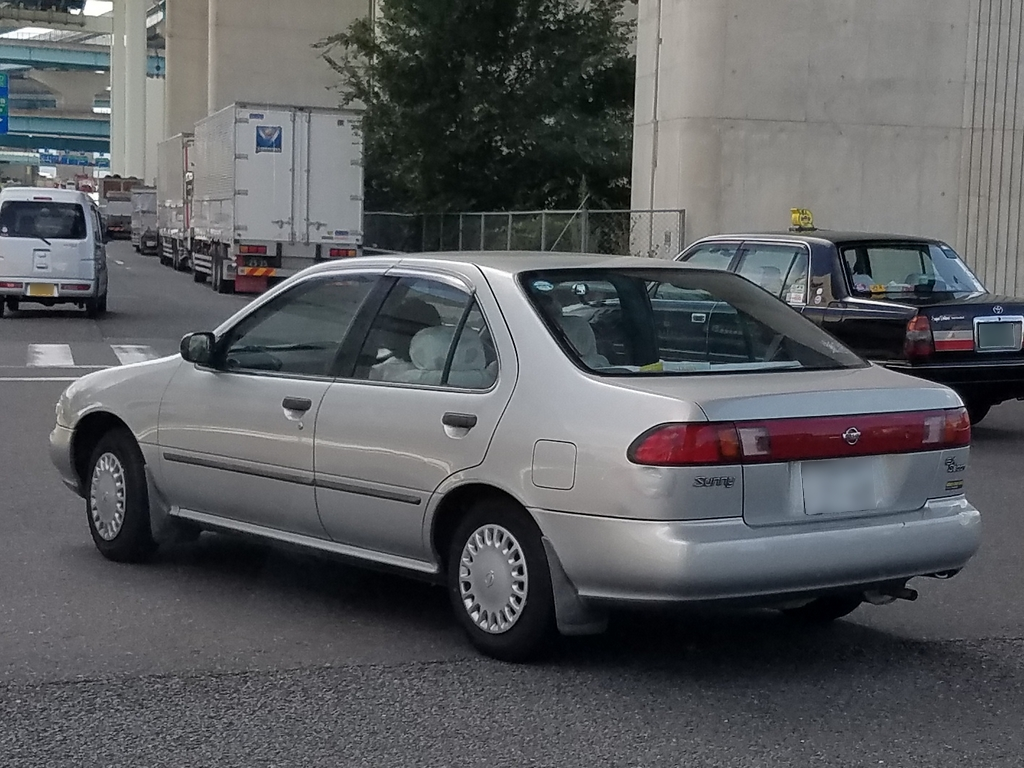
1994年1月発売型（リア）
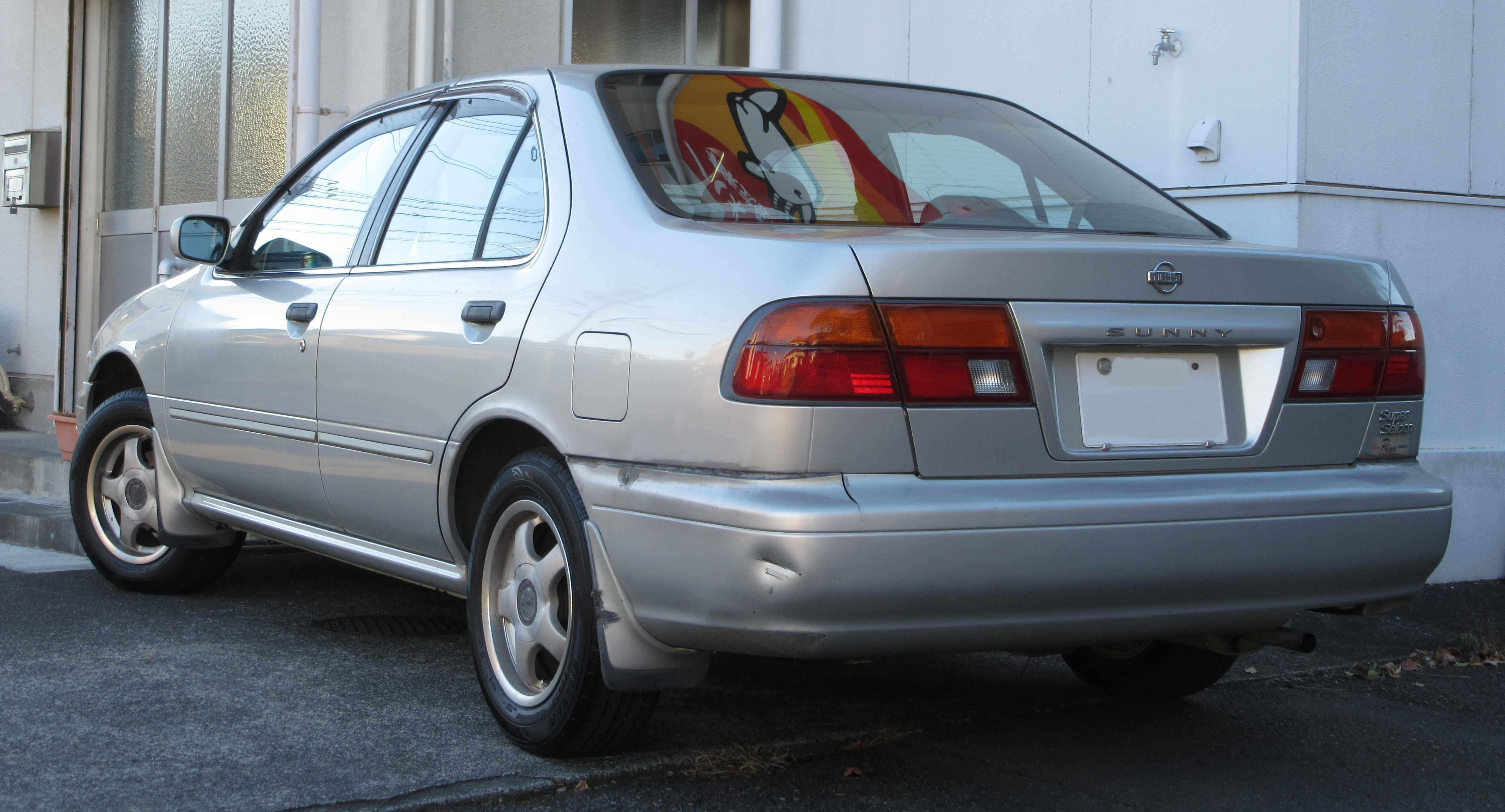
1995年9月改良型（リア）
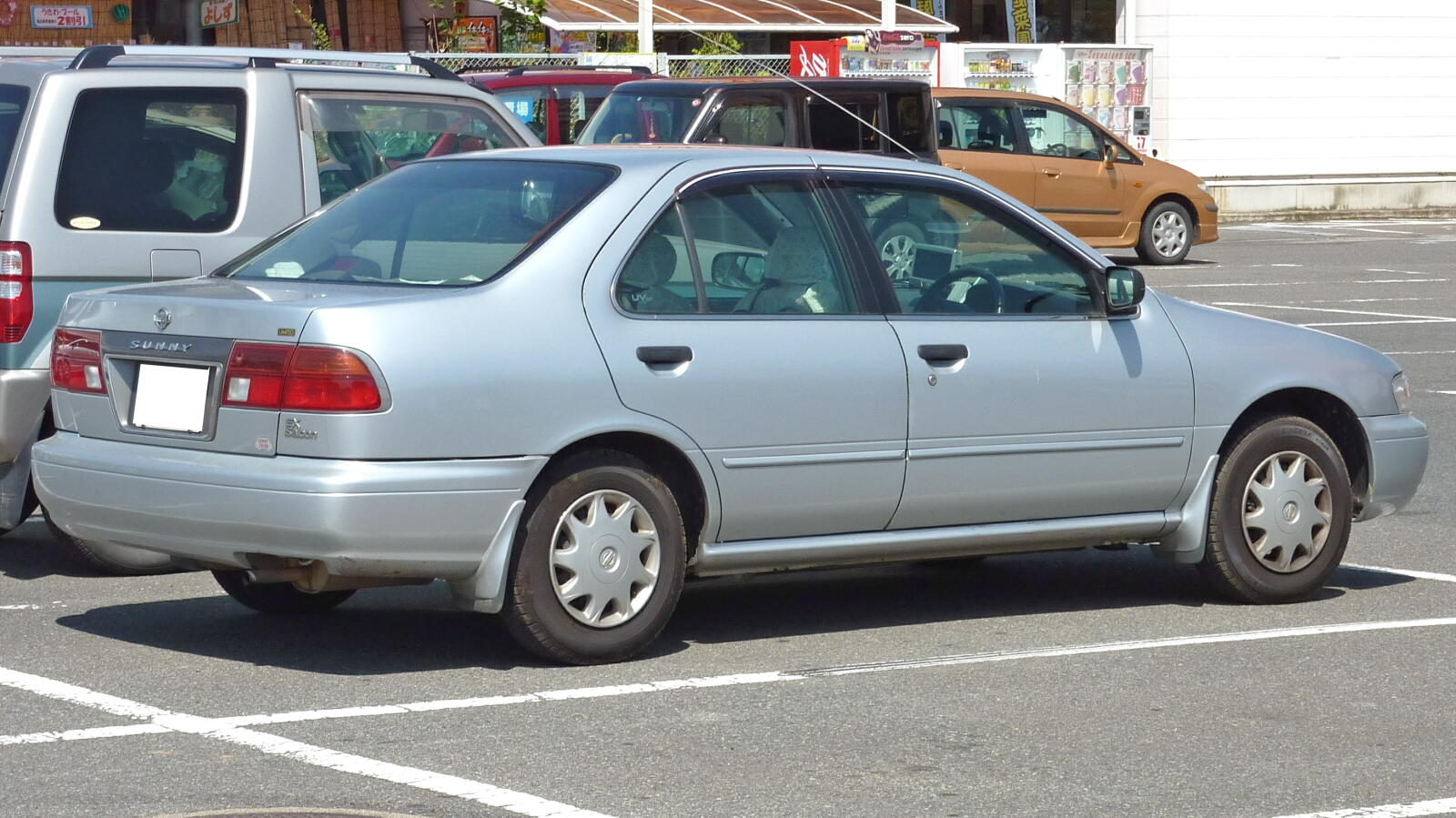
1997年5月改良型（リア）
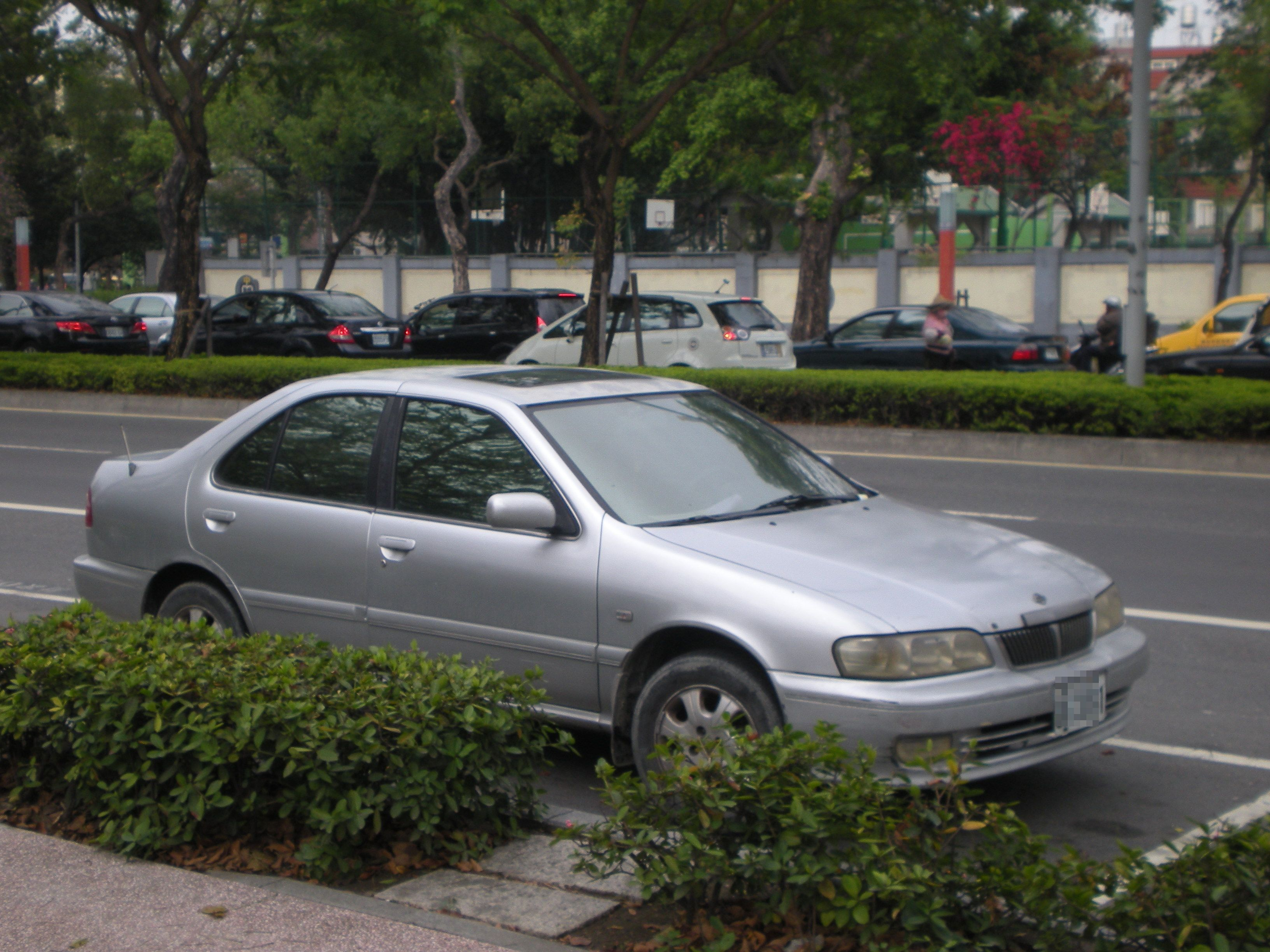
セントラHV房車（台湾仕様）　フロント
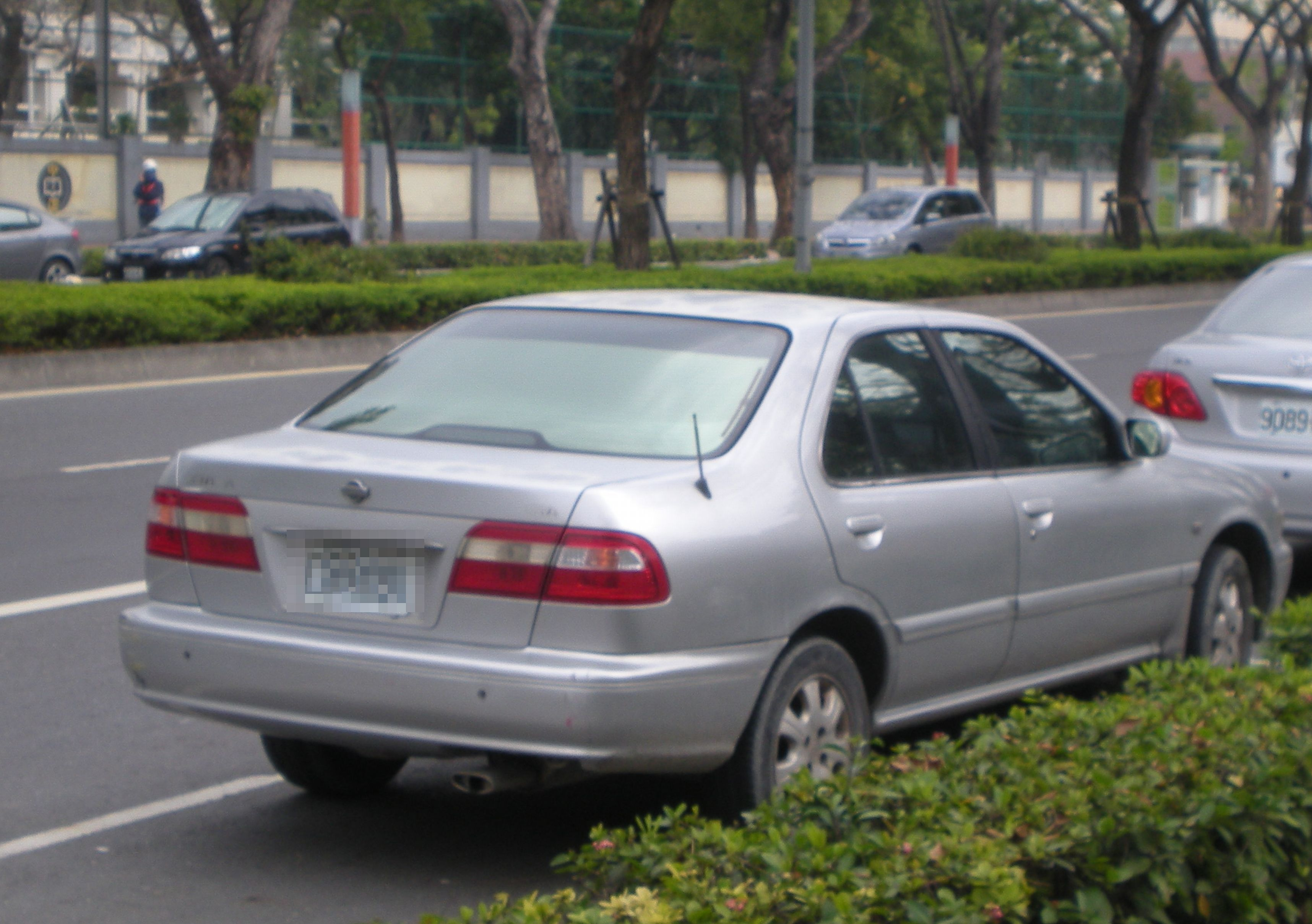
セントラHV房車（台湾仕様）　リヤ

## 9代目 B15型（1998年 - 2006年）
ボディタイプは4ドアセダンのみでなおかつ歴代サニーで唯一派生モデルが存在せず、完全な国内専用車となった。プラットフォームはMSプラットフォーム。ただし、ディーゼル車は1999年9月まではB14型車が併売されていた。開発主管は、B14型に引続き深井吉男が担当。エンジンは新開発のQG13DE型、QG15DE型リーンバーン/LEV、可変バルブリフト&タイミング機構付き「NEO VVL」を採用したSR16VE型、QG18DD型NEO Di直噴ガソリンの4機種6仕様のエンジンが用意されていた。また、歴代サニーとして最初にして最後となる、ハイパーCVTの搭載モデルが存在した。さらに、ホイールのPCDがB11型以前と同じ114.3 mmに戻る。後輪サスペンションはマルチリンクビーム式を8代目から踏襲し、9インチのゴルフバッグが4つ入る広大なラゲッジスペースを実現している。ヘッドランプのバルブは希少なIH01型を採用、オーディオはクラス初の専用デザインラジオチューナーあるいはカセットチューナーとなり1DINに変更されヘッドランプ（バルブ交換）やオーディオの自由度は先代サニーより低くなってしまった。スポーツグレードである「1.6 VZ-R」には、B14型ルキノクーペやN15型のパルサー及びルキノハッチで採用された青いヘッドカバーの1.6L「NEO VVL」エンジンSR16VE型を搭載。無鉛プレミアムガソリン仕様。トランスミッションは5速MTのみ。4輪ディスクブレーキを装備し、エアコンはダイヤル式マニュアルエアコンのみの設定だが、その他は「スーパーサルーン」系に匹敵する快適装備を有する。当時サニーを求める層は高齢化が進んでいたこともあり、312台の販売にとどまり、2000年9月に販売終了。
- 1998年10月26日 - B15型にモデルチェンジ。
- 1999年9月14日[79] - YD22DD型NEO Di直噴ディーゼル搭載車を追加。同社の国内向けセダン型小型乗用車としては最初にして最後の搭載であった。
- 1999年11月 - 北米向けセントラCA (Clean Air) がカリフォルニア大気資源委員会 (California Air Resources Board ) の制定する排気基準値とベーパー（ガソリン蒸気）排出ゼロ規制値をクリアし、またガソリン車として世界初の車載故障診断システムレベルII (OBDII) 要件に合致している車として認定された。
- 2000年1月12日[80] - 「スーパーサルーン スプレンド」を追加。
- 2000年5月29日[81] - サニーの販売35周年を記念した特別仕様車「EXサルーン スプレンド」を発売。専用色としてホワイト/ブルーイッシュシルバーツートーンが設定されるほか、専用シートやエンブレムなどが装備される。
- 2000年9月29日[82] - 内外装の一部を変更し、グレード体系を変更。SR16VE型搭載の「1.6 VZ-R」が廃止された。
- 2000年12月27日[83] - 特別仕様車「1500スーパーサルーン NAVIエディション」、「1500EXサルーン スプレンド」を発売。
- 2001年4月19日[84] - QG15DEエンジン搭載の2WD車が全車「良-低排出ガス車」となった。あわせて、グレード体系や装備の見直しを行った。「スーパーサルーンSV」、「EXサルーンSV」を追加。
- 2001年12月20日[85] - 「スーパーサルーン SVリミテッド」および「EXサルーン SVリミテッド」を追加。
- 2002年5月13日 - マイナーチェンジが行われ、フロントマスクの変更、バンパーは全塗装化および大型化された。さらには、アクティブヘッドレストの採用および内装の仕様変更がなされたほか、排出ガス規制強化にともない2.2L直噴DOHCディーゼルエンジン (YD22DD) と1.8L NEO Di直噴ガソリンエンジン (QG18DD) がラインナップから落とされる。車名ロゴが「Sunny」から、NE-01の「SUNNY」に変更され、CIも現行のものに変更された。
- 2003年5月20日[86] - 日産自動車創業70周年記念車である「1500EXサルーン 70th」、「1500スーパーサルーン 70th」を発売。ETCユニットや本革巻ステアリングなどを装備する。スーパーサルーンには液晶表示付きの空調コントロールパネルが採用され、B15型では初の２DINオーディオが装備可能グレードとなった（後述の限定車Ⅱも同様）。
- 2003年10月22日[87] - 70周年記念特別仕様車第2弾である「1500EXサルーン 70th-Ⅱ」、「1500スーパーサルーン 70th-Ⅱ」を発売。プラズマクラスターイオンエアコン（除菌機能付）や消臭天井、IR(赤外線)/UVカットグリーンガラスなどを装備する。
- 2004年4月7日[88] – 特別仕様車「1500EXサルーン Limited」、「1500スーパーサルーン Limited」を発売。尚、特別仕様車発売を機にグレード体系の見直しが行われた。
- 2004年5月[89] 末- 日本国内向けB15型のオーダーストップ、並びに生産終了。以後は在庫のみの対応となる。
- 2004年10月31日 - 日本国内向けB15型の販売終了。販売期間中の新車登録台数の累計は31万1125台[90]。日本国内向けとしては38年の歴史に幕を下ろした。以後、同社のこのクラスのセダンは2016年末までティーダラティオ（→ラティオ）が担うこととなる。
- 2005年2月 - パキスタンへ輸出開始。
- 2006年 - 海外向けB15型の生産・販売終了。7代目のメキシコ仕様である｢ツル｣を除いたサニーは40年の歴史に幕を下ろした。

モータースポーツ
- 2004年 - SCCAスピードワールドチャレンジ・ツーリングカーシリーズに北米向けB15型「セントラSE-R」が参戦。
- 2004年6月 - 第3戦 オハイオ州レキシントン ミッドオハイオ・スポーツカー・コース 3位入賞
- 2004年7月 - 第4戦 インフィネオン・グランプリ カリフォルニア州ソノマ インフィネオン・レースウェイ 3位入賞
- 2004年7月 - 第5戦 インフィネオン・グランプリ 24位完走

## 10代目 N17型（2011年 - ）
2010年12月、広州モーターショーにて、「サニー」のフルモデルチェンジを発表。新開発となるVプラットフォームを採用し、エンジンはHR15DEを搭載。インテリアではジュークとほぼ同一デザインとなるメーターパネルを採用。2011年より販売を開始した。

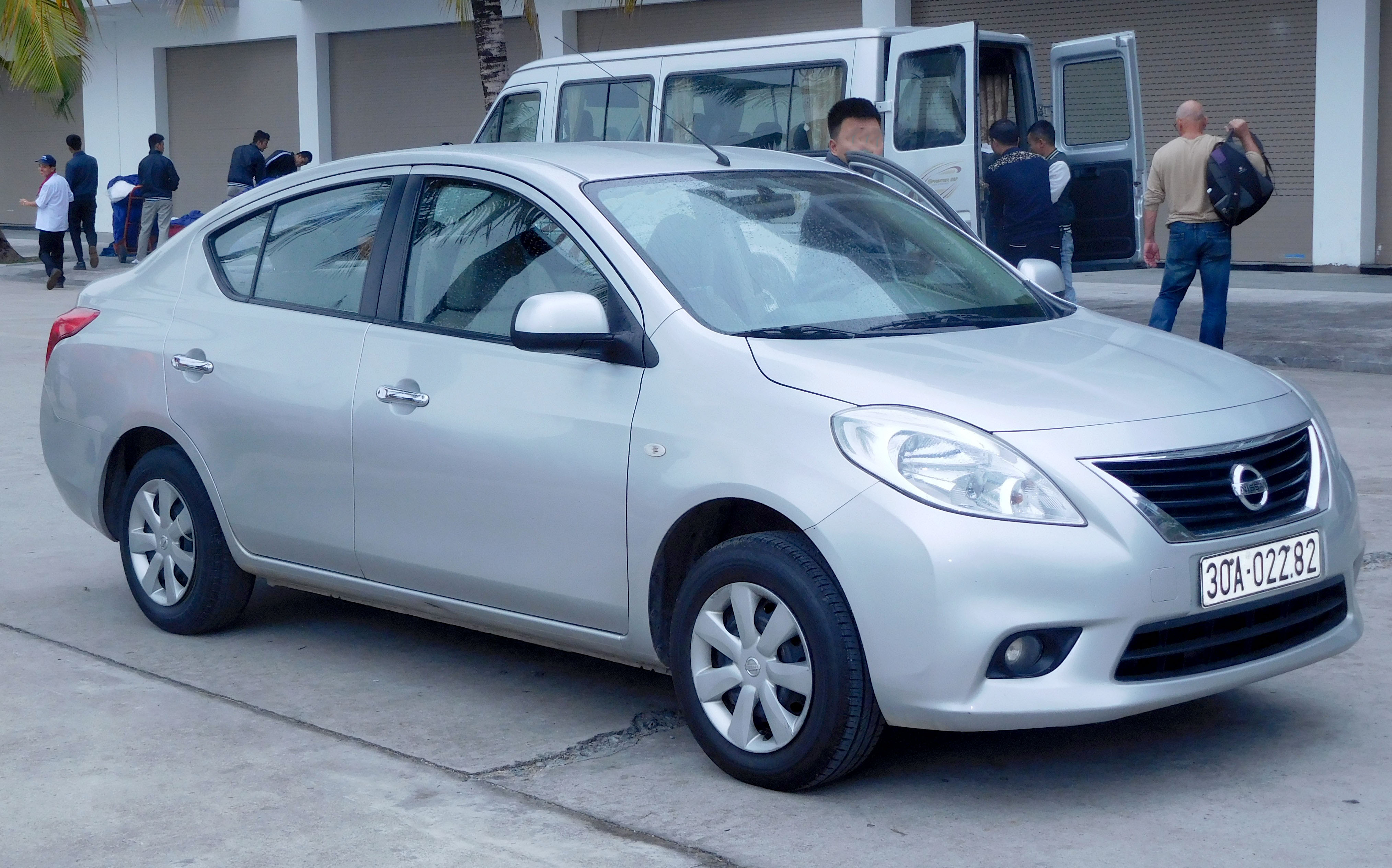
XL（フロント）
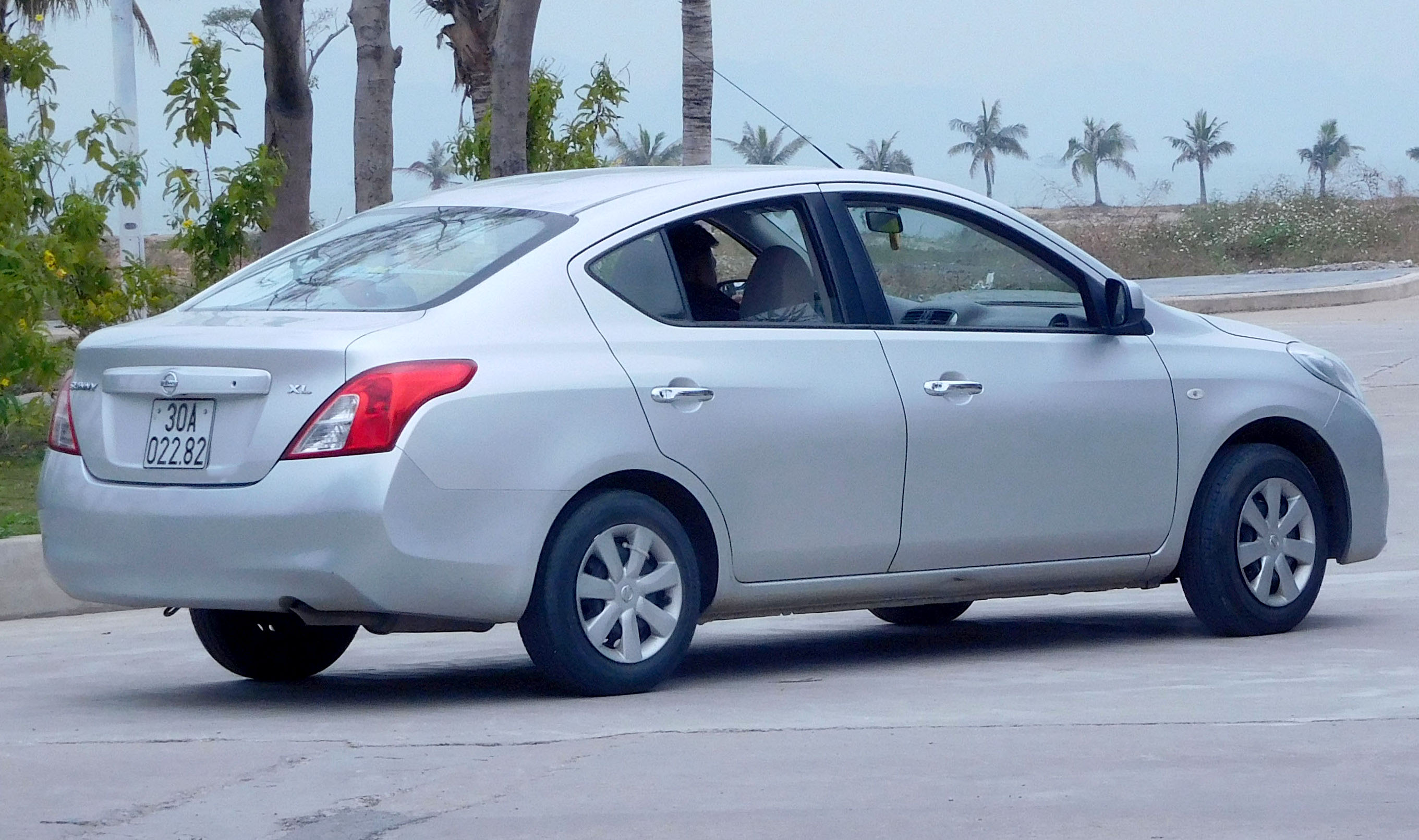
XL（リア）

## 11代目 N18型 （2019年 - ）
2019年12月、ドバイ国際モーターショーで「サニー」が発表・発売された。

## 取扱販売店
- 取り扱いは日産レッドステージとレッド&ブルーステージ。1999年の販売網再編以前までは日産・サニー店（現・サティオ店）の専売車種であった。
- サニー店は本車種の発売と同時に展開されたため、1970年代前半までは、未開業の地域では暫定的に同じ地域の日産店・モーター店・プリンス店で販売していたこともあった。

## 車名の由来
車名の由来は「太陽光」や「晴れた天候」を表す英単語「Sunny」より。「太陽がいっぱい」「明るく快活で、若々しい」という意味から名付けられた。一般公募により、応募総数848万3,105通の中から3,279名の案を採用した。多かった名前は第1位「フレンド」(70,409通)、第2位「ポニー」(60,230通)、第3位「ポピュラー」(55,140通)、第4位「フジ」(53,443通)、第5位「ペガサス」(51,747通)であった。「サニー」はソニー株式会社の「ソニー」と発音上紛らわしいことから、事前に協議して許諾をとった上で商標とした。
初代から長いこと設定されていたグレード名「GL」は「Grand Luxury」の略。